# Vrchlabí
Vrchlabí (krkonošským nářečím Verchláb, německy Hohenelbe) je město v okrese Trutnov v Královéhradeckém kraji. Bývá nazýváno Vstupní brána Krkonoš. Žije zde přibližně 12 tisíc obyvatel. Bylo jedním z nejvýznamnějších center varhanářství. Nad městem se vypíná hora Žalý.

## Název
Český název města lze vysvětlit jako Vrchní či Horní Labe. Tento název odpovídá doslovnému překladu německého pojmenování tohoto města, Hohenelbe. Latinsky se město nazývalo Albipolis, což česky znamená Labské město. Na začátku 15. století se objevovalo jiné německé označení pro Vrchlabí – Giessdorf. Nepodobnost těchto dvou názvů přivedla některé historiky k úvaze, že se v místech dnešního Vrchlabí nacházely původně dvě vesnice – české Vrchlabí – Vrchlab a německá ves Gorswinsdorf nebo Giessdorf. Oficiální název Hohenelbe dal městu významný majitel zdejšího panství, Kryštof z Gendorfu (1497–1563). Vrchlabí se také v minulosti nazývalo Wrchlabie, Wrychlab, Wrchlabí, Wrchlabj, Wrchlaby Werchlab, což je dnešnímu jménu velmi podobné. Jednou z objevujících se variant je také pojmenování Wrchlab, které bylo uvedeno ve velkých deskách zemských roku 1624. V návaznosti na pojmenování „Vrchlabí“ pro tuto obec dostala své jméno znějící Labe osada, která je v současnosti částí Jindřichova u Velkých Losin na Moravě. Prvními osadníky této vesnice byli totiž lidé pocházející z Vrchlabí – Vysoké Elby; kvůli překladu názvu Elba vzniklo jméno Labe.

## Historie

### Doba předbělohorská

#### První zmínky

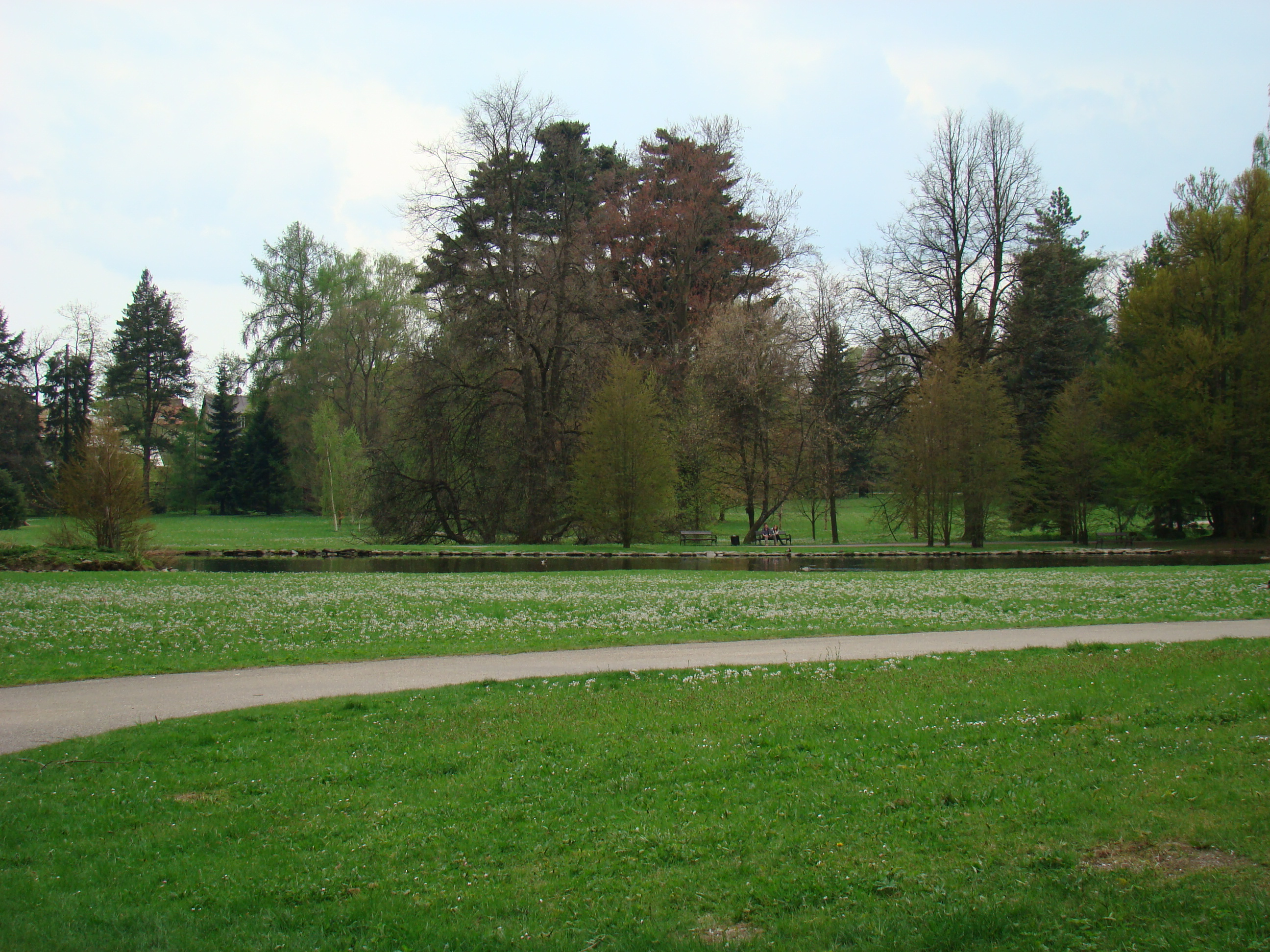
Na místě rybníka stávala tvrz

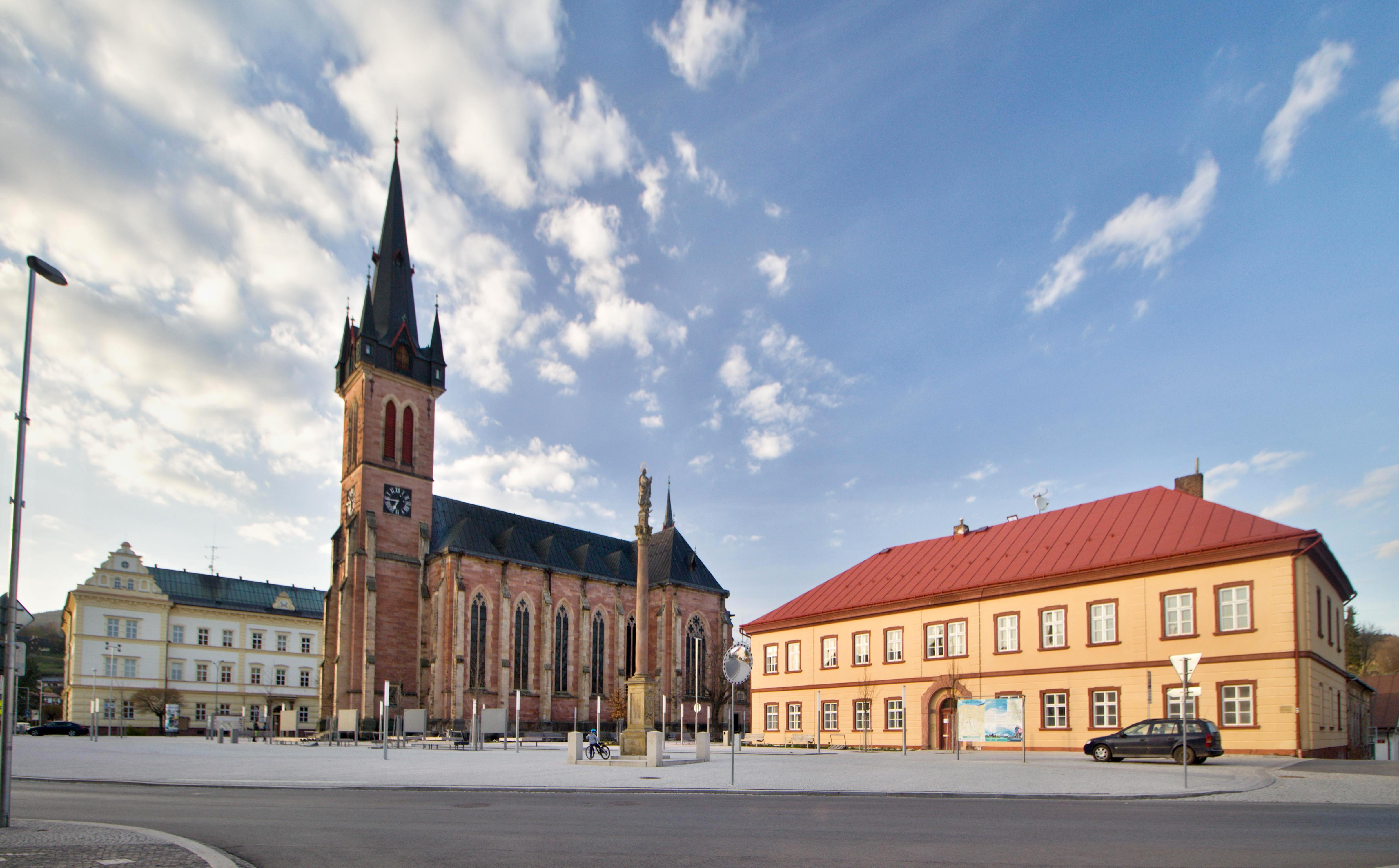
Náměstí Míru: novogotický kostel sv. Vavřince a budova fary-děkanství.

Přesné datum založení sídla není známo. Ani zakladatel, ani první osídlenci nejsou známi. První údaj svědčící o existenci sídla obsahuje rok 1359. Tento letopočet byl napsán v souvislosti s úmrtím zdejšího kněze Petra, po němž byl zde knězem Heřman z Děčína. Vrchlabí tedy jasně muselo existovat před napsáním tohoto listu. Vznik sídla odhaduje Jiří Louda ve své publikaci „Zmizelé Vrchlabí“ na přelom 13. a 14. století. Ves Vrchlabí spadala od počátku pod trutnovské manství, založené roku 1277.
V letech 1359–1363 spravoval celé vrchlabské panství Hašek z Vrchlabí. Přibližně v místech dnešního rybníka v zámeckém parku nechal postavit dřevěnou vodní tvrz, o níž některé zdroje píší, že je připomínána v roce 1454, jiné uvádějí až rok 1525. Po Haškově smrti zdědil panství jeho syn Petr (v té době nezletilý). Za něj zde vládla vdova po Haškovi až do roku 1370. Tvrz se ještě připomíná až roku 1574 jako starý zámek, obklopený vodními příkopy. Roku 1575 pravděpodobně vyhořel, jelikož byl dřevěný.

#### Středověk
Zpráv o existenci Vrchlabí ve středověku máme velice málo a většinou se týkají církevních záležitostí, tedy změny kněží, zřizování kaplanství a podobně. Na počátku 15. století přibývají záznamy o převodech majetku. V této době se začíná objevovat nejen české pojmenování sídla Vrchlabí, ale i německé Giessdorf. Dle některých zdrojů v roce 1424 či 1421 Žižkovo vojsko Vrchlabí vypálilo. Potvrzené je vypálení sousední Klášterské Lhoty, kde bylo vrchlabské proboštství benediktinů s klášterem nazývaným „cela Panny Marie“ (stálo v místech dnešní obalovny směrem na Hostinné), které bylo pobočkou benediktinského kláštera v Opatovicích nad Labem. Nad ostatními nevýznamnými a krátkými zprávami z té doby proto vynikají záznamy o sporu Petra z Vrchlabí a jistého Aleše Šanovce ze Šonova, zástavního pána v Hostinném, o práva nad lánovskými poddanými a právo lovu v okolních lesích. Vrchlabský pán tento spor roku 1486 nakonec vyhrál.
Rod Hašků z Vrchlabí s bílou psí hlavou se zlatým obojkem v černém poli v erbu opustil své rodiště na přelomu 15. a 16. století poté, co je pro sirotky po Petrovi z Vrchlabí vysoudila teta Barbora. Část zboží od nich nabyl Jan Krupý z Probluze, známý obchodník s nemovitostmi. Zbytek prodal Jan z Vrchlabí v roce 1502 bratřím Janovi a Hynkovi Kordulům ze Sloupna. Některé prameny však uvádějí vrchlabských vladyků daleko více: měli jimi být Hašek, Petr, Čeněk, Václav z Vrchlabí a Šítka z Vrchlabí.

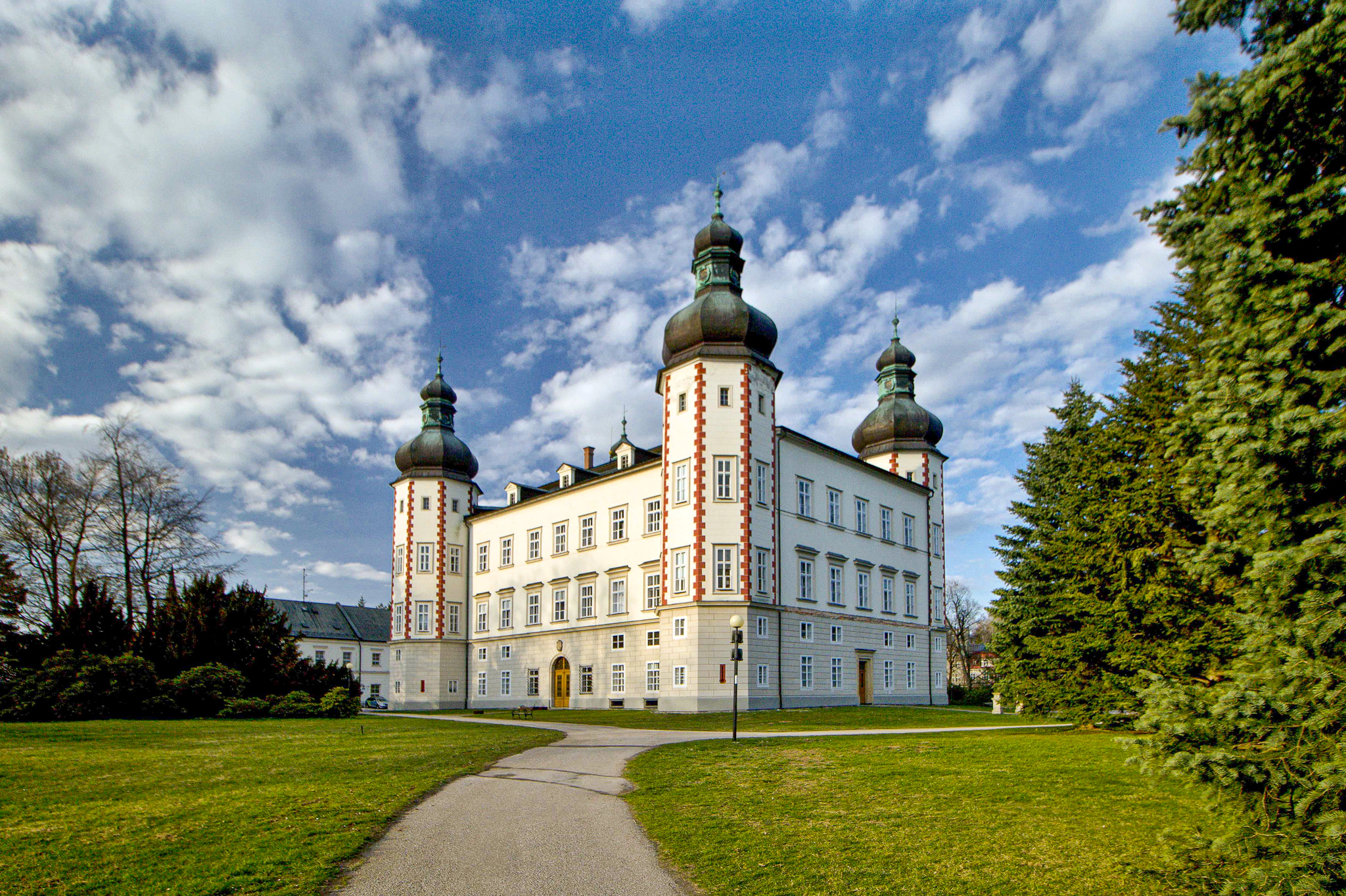
Průhled z míst bývalé tvrze k současnému zámku

Do roku 1506 pak Jan Kordule ze Sloupna získal bratrův díl i díl Jana Krupého z Probluze a majetek spojil. Sestával tehdy z tvrze, dvora, vsí Vrchlabí, Žďáru, Kněžic, Nové Vsi (dnešní Černý Důl), Holenic (u Lomnice nad Popelkou) a částí Lánova, Lhoty (snad Klášterské) a Horní Branné. Historik August Sedláček v díle Hrady, zámky a tvrze Království českého zmiňuje, že zaniklý hrad Purkhybl, který se nacházel nad soutokem říčky Čisté a Zrcadlového potoka u silnice do Černého Dolu, byl sídlem tohoto „statku“. Dcera a dědička Jana Kordule ze Sloupna Kordula nechala tyto statky roku 1518 zapsat svému manželu Janovi Tetaurovi z Tetova. V té době však vznikl velký problém. Kordulin otec neplnil své manské povinnosti, a tak král Ludvík Jagellonský považoval manský statek ve Vrchlabí po Janově smrti za volný a manželé Kordula a Jan Tetaurovi museli vynaložit velkou píli a velké peníze, aby si ho udrželi.
Nakonec dosáhli svého. Roku 1525 český král Ludvík propustil z léna vrchlabskou tvrz, dvůr, ves, dvory v Horní Branné, vsi Kněžice, Žďár, Holenice a část Lhoty. Tím se Vrchlabí stalo dědičným panstvím. Během vlastnictví pána z Tetova proběhl spor o doly u Lánova, který Jan Tetaur vedl s Voršilou z Vartenberka.

#### Za vlastnictví Kryštofa zGendorfu

„… vymohl na královi udělení znaku města.“

Dne 12. března roku 1533 koupil panství (které čítalo vrchlabskou tvrz, poplužní dvůr a samotnou ves Vrchlabí, pustý hrad Purkhybl (Burghübl), část Lánova s horou železnou a dalších šest vsí) od Jana Tetaura šestatřicetiletý Kryštof z Gendorfu – korutanský důlní odborník za 1750 kop českých grošů, ale některé prameny uvádí, že ve skutečnosti musel pán z Gendorfu zaplatit více – 3 750 kop českých grošů. 6. října 1533 udělil tehdejší král Ferdinand I. Habsburský Wrchlabu městská práva, znak a právo zelené pečeti,. A tak se kromě důlní činnosti organizované pro nové obyvatele Kryštofem z Gendorfu usazovali ve městě řemeslníci. Město dostalo také privilegium dvou výročních trhů, které se mohly konat 1. května a 21. září, tedy o svátcích svatých Filipa a Jakuba a sv. Matouše. Znakem byl štít, dělený na spodní červenou hradební zeď se třemi zuby cimbuří (tzv. stínkami) a horní polovinu stříbrnou. Z výřezů, který byl později znázorňovány jako skutečné hradební cimbuří z červených cihel, vyrůstají dvě jedle a v červeném poli je vložen menší štít se zkříženým mlátkem a želízkem – hornickým nářadím. Oficiální status Vrchlabí byl v té době městečko. To mělo svého vlastního purkmistra, rychtáře a radu města, kterými jako prvními byli: purkmistr Wolfgang Schaller a rychtář Hanns Matzer. V roce 1538 jsou zmiňováni též městští starší, kterými byli Caspar Marl a Jörg Schan. Městská rada od svého ustanovení vykonávala hrdelní právo na celém panství. Ale tato instituce podléhala jako další Gendorfovi. Další privilegia získal pro obce Lánov a Nová Ves. Tyto obce pak mohly vařit a čepovat pivo, provozovat řemesla a konat týdenní trh.
Doly s hamry stály na panství Vrchlabí nejpozději od druhé poloviny 15. století. O rozvoj tohoto odvětví průmyslu se snažil Jan Tetaur z Tetova. Na to mu však chyběly finance. Finance se však dostávaly Kryštofu Gendorfovi, a tak se hornictví na vrchlabském panství dařilo dobře. Navíc Gendorf získal od krále před koupí Vrchlabí i horní privilegium na Krkonoše a jejich podhůří. Tím vlastně získal volnou ruku v horním a hutnickém podnikání na všech panstvích, které si koupí. Dostal možnost zakládání hornických měst a osad. Všechna tato privilegia byla časem rozšiřována.
Gendorf koupil nejen Vrchlabí, ale i další vesnice v okolí. Roku 1534 získal přilehlé Kunčice. V témže roce se do jeho rukou dostává panství Trutnov, roku 1541 Žacléř a okolí s tamějšími zlatými doly. Jeho velké úsilí nakonec vrcholí roku 1547, kdy se do jeho vlastnictví dostává samotné město Trutnov.

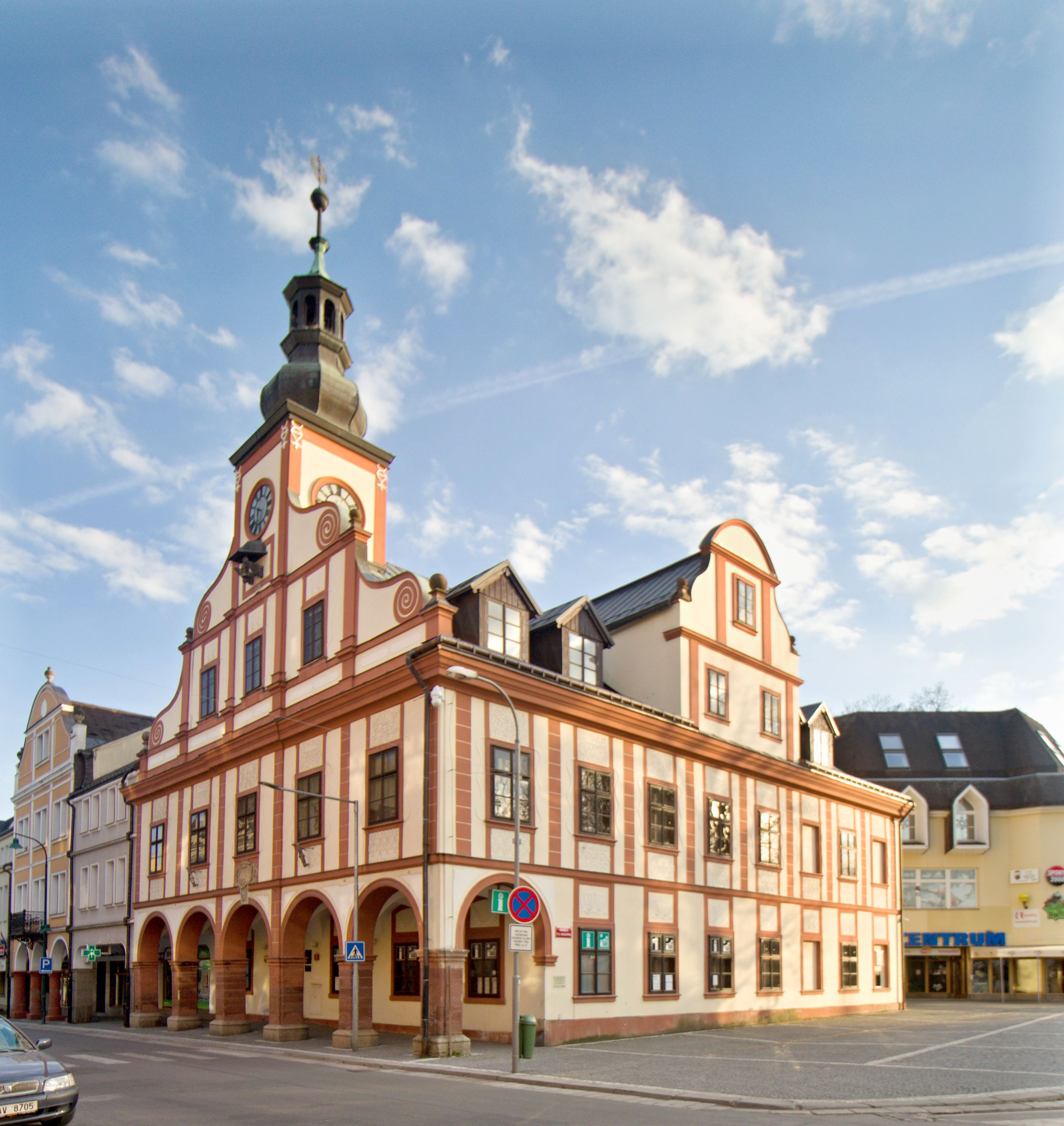
Vrchlabská radnice v blízkosti zámku

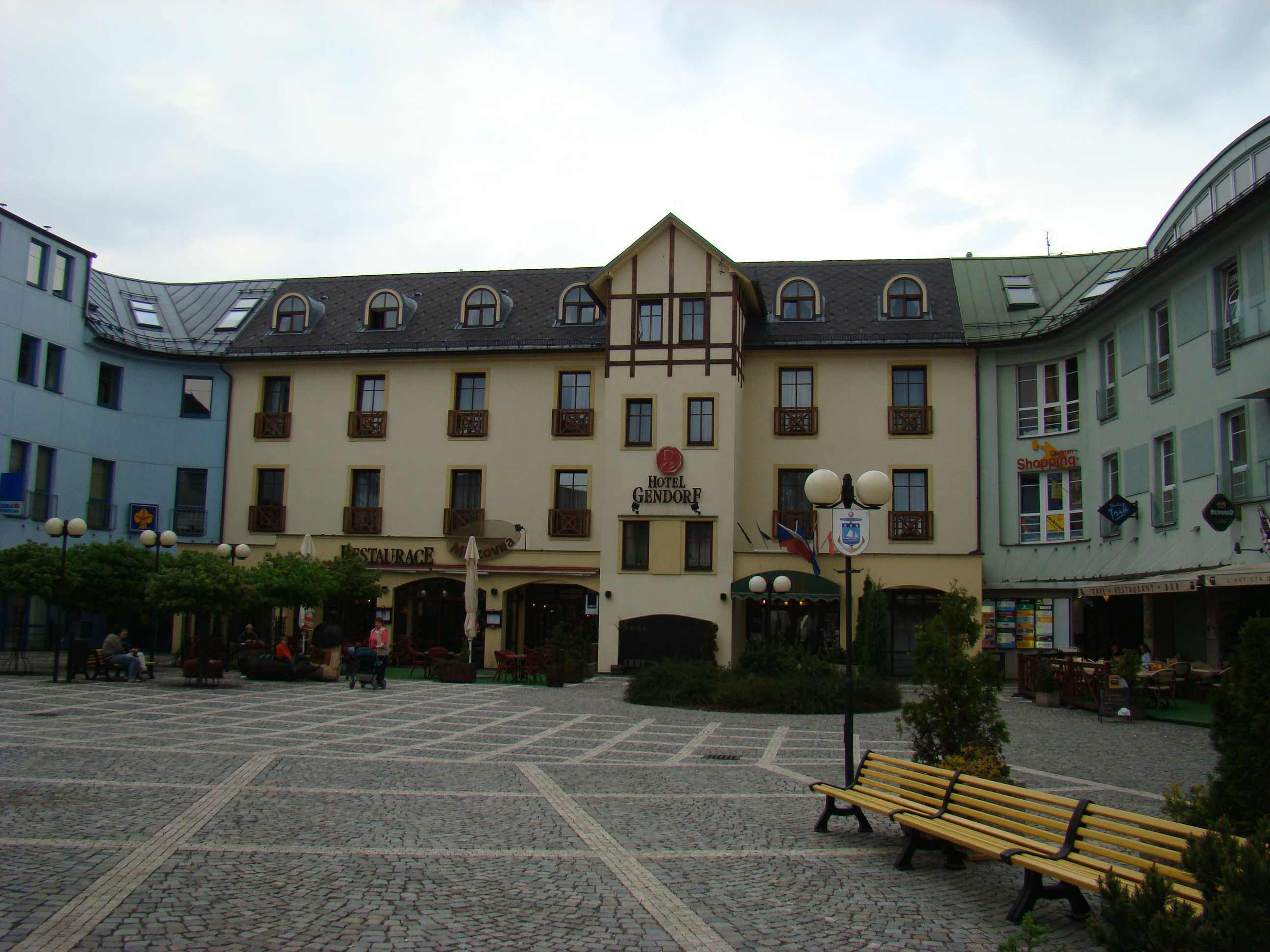
Hotel na Evropském náměstí pojmenovaný po Gendorfovi

Ve Vrchlabí měl Kryštof z Gendorfu postavit největší železárny v celých tehdejších Čechách. Jejich poloha není známa. Jiří Louda v knize „Zmizelé Vrchlabí“ píše, že podle pojmenování Schmalzgruben a Hammerberg nejspíše stály v Hořením Vrchlabí mezi odbočkami na Benecko a Strážné. Mimo plechů a „obyčejného“ železa se v železárnách vyráběla vrchlabská specialita – kosy. Gendorfovi se v té době podařilo ovládnout český trh s výrobky z kovu právě těmito kosami. Kosy se v místních železárnách nevyráběly jen pro import, ale také pro export. Kosy z Gendorfovy hutě byly dodávané do Vratislavi či do Frankfurtu nad Mohanem. Roku 1552 je uvedeno, že hutě ročně produkovaly neuvěřitelných 13 500 kos. Gendorf dal také městu nové německé jméno – dodnes používané Hohenelbe.
Od poloviny 50. let 16. století jsou doloženy ve Vrchlabí první cechy. Nejstarší byly cechy soukeníků a pekařů (1554). Dále pak cechy kožešníků (1558), obuvníků (1559) aj. Mnoho důležitých řemesel však muselo na svůj vlastní cech počkat do 80. let. Městečko roku 1546 mělo 40 domů, kostel, školu, pivovar, chorobinec a lázeň. Ve stejném roce byla dokončena část zámku, který nechal majitel panství postavit vedle nevyhovující dřevěné tvrze.

##### Vrchlabské války

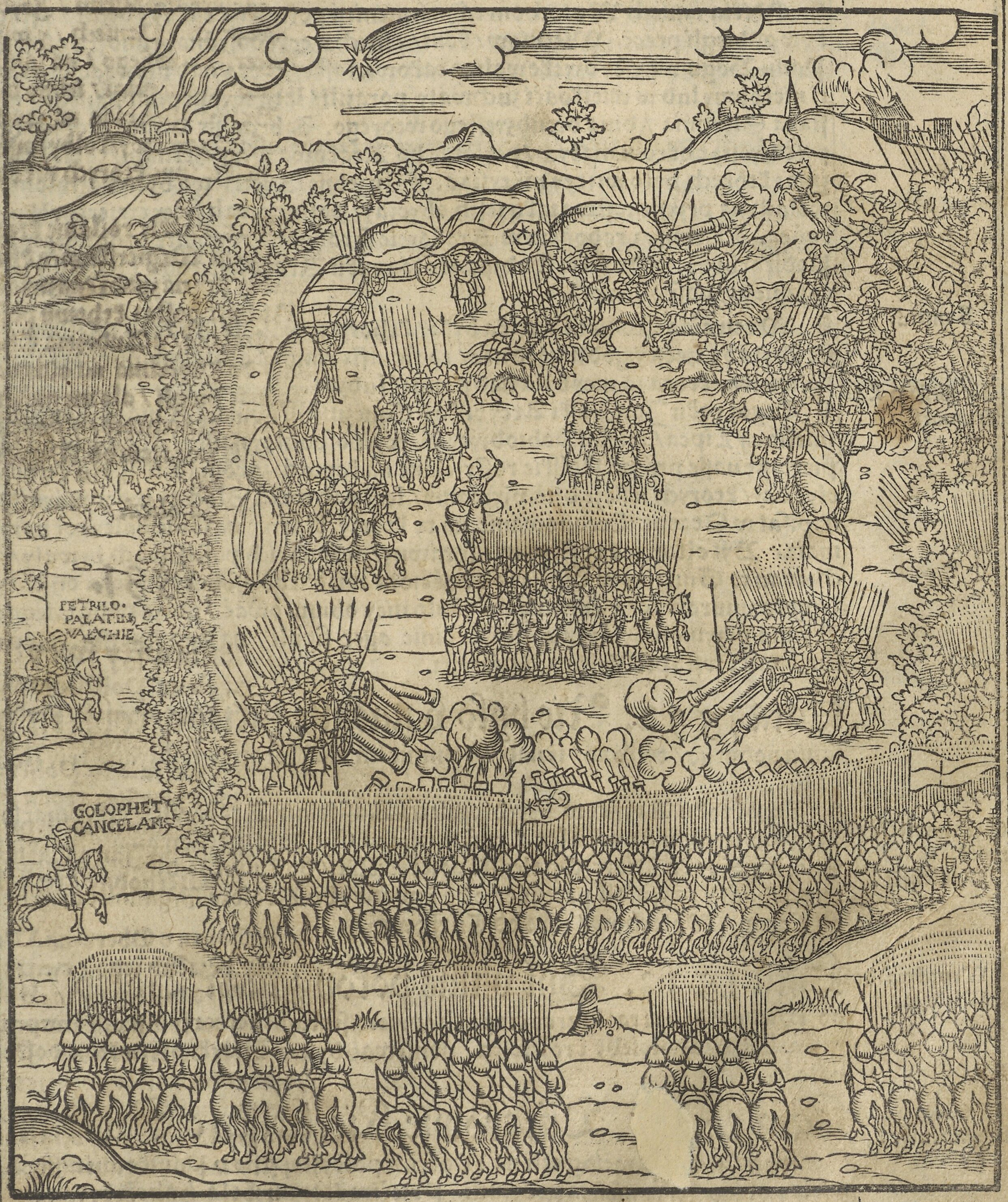
… vysloužily si přívlastek „vrchlabské války“. (Rytina z polské kroniky – Bitvau Obertynu)

Za Gendorfa se ovšem obnovily staré hraniční spory, které si vysloužily přívlastek „vrchlabské války“ (poprvé použil August Sedláček). Rozhořely se kvůli dolům mezi Černým Dolem a Dolním Dvorem. Těm se říkalo „Lánovské hory“. Hranice mezi vrchlabským a hostinským panstvím tam byla nejistá. Lánov byl v té době mezi tato dvě panství rozdělený. Spor se také týkal tzv. lánovských dolů, které se měly nacházet v oblasti Rudník—Javorník.
Tento spor sice existoval, už když vrchlabské panství vlastnil Jan Tetaur, ale po odkoupení panství Hostinné od Voršily z Vartenberka Valdštejny byl stále aktuální a nevymizel. Jiří z Valdštejna své právo hájil kradením Gendorfova obilí či dobytka. Též bral do zajetí Gendorfovy dřevaře. Všechno toto drobné záškodnictví vyvrcholilo ve chvíli, když Valdštejnovi lidé na Gendorfa stříleli. Nepomohl však ani soud. Roku 1541 vtrhl hostinský pán na Gendorfovo zboží s několika sty dalšími lidmi. Zničil záseky na Gendorfových cestách, poničil důlní zařízení, zničil hamry a všechny Gendorfovy pracovníky rozprášil. Zemský soud zase zakročil, ale výsledek byl nulový. Pak se začali příbuzní Valdštejnové dokonce střídat. Jen co přestal Jiří, začal dorážet Vilém z Valdštejna, který v té době vlastnil panství ve Štěpanicích. To sousedilo s vrchlabským panstvím na západě. Roku 1541 si tento pán stěžoval královskému hofmistrovi na Gendorfa. Ten prý škodí tím, že plavené dřevo mu vybíjí ryby a ničí jeho část Labe.
Valdštejnové se s Gendorfem naoko usmířili, ale pak využili jeho nepřítomnosti a roku 1547 obsadili jeho doly na železo na Staré hoře u Herlíkovic, které tam dodnes připomínají tzv. Herlíkovické štoly po levé straně Labe (nyní na katastrálním území Strážného). Tím ochromili Gendorfovo železářství. Ke konci to dopadalo tak, že obyvatelé Vrchlabí měli strach i o holý život. Mnozí z nich prchli a mezi nimi byla i Gendorfova žena Magdaléna (dle některých Margareta – Markéta) s dcerami.
Po delší přestávce v boji se „válka“ znovu rozhořela roku 1551. Gendorf zajal několik Vilémových lidí a odvedl je do Vrchlabí. Vilém mu na oplátku za to zničil milíře v Herlíkovicích. Když pak na podzim plavil Gendorf dřevo po Labi, Vilém mu ho nad Vrchlabím zatarasil a tím odchytil všechno plavené dřevo. Tímto krokem mu Vilém omezil práci v oněch proslulých železárnách, ale například omezil provoz i Gendorfova pivovaru. Vilémovi lidé Gendorfovi ještě navrch zatopili jeho důl. Všechny tyto kroky provedené Valdštejny proti Gendorfovi měly silný ekonomický dopad na město Vrchlabí. Městská rada v čele s purkmistrem a Gendorfovi pracovníci v důsledku toho pak poslali králi petici proti Vilémovi. Když všechno došlo až k soudu, dal Gendorfovi za pravdu. Ovšem nepřátelské vztahy mezi oběma šlechtici trvaly ještě dlouho.

#### Po smrti Kryštofa zGendorfu
Kryštof z Gendorfu, člověk, který Vrchlabí hospodářsky velmi povznesl, zde také ve věku 66 let 6. srpna 1563 zemřel a téhož roku pohřben. Zemřel prakticky bez mužských potomků, a proto již v té době Vrchlabí vlastnila (od roku 1561, kdy jí ho Kryštof prodal) jeho dcera Eustachie, která v té době byla již vdovou. Ta se zasloužila o povýšení jiného sídla v Krkonoších – Černého Dolu – ze vsi na městečko. Gendorfovi se narodilo šest dcer (Pavla, Eustachie, Benigna, Kordula, Lukrecie a Eleonora), z toho čtyři zůstaly v Podkrkonoší. Nejstarší Pavla si vzala jistého Jana Cetritze z Karische na Fuchsberku (Liščím kopci), kde byla opravdu doložena tvrz (nyní část Vrchlabí se sídlištěm).

##### Dělení majetku mezi potomky Gendorfa
Eustachie, která ovdověla roku 1555, měla tři dcery, mezi které se po jejím úmrtí roku 1568 vrchlabské panství rozdělilo. Pány na vrchlabském panství tak byli Míčanové z Klinštejna, Markvartové z Hrádku a Miřkovští ze Stropčic. V té době se dalším důležitým průmyslovým odvětvím pro Vrchlabí stávalo tkaní lnu. Tkalcovský cech byl ve Vrchlabí založen roku 1590, v době největšího růstu města.

### Doba pobělohorská

#### Další majitelé vrchlabského panství

##### Miřkovští zTropčic

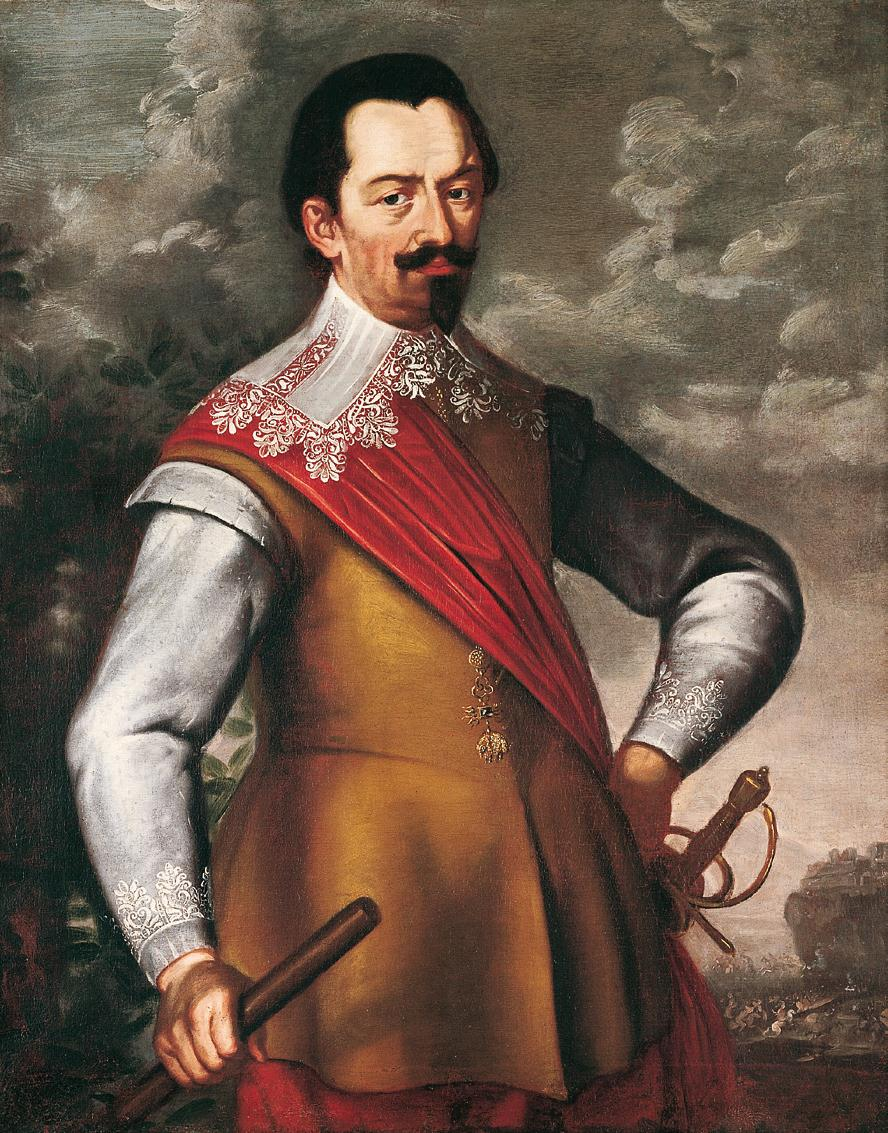
Albrecht z Valdštejna

Roku 1602 celé vrchlabské panství spojil Vilém Miřkovský z Tropčic ml., manžel Veroniky Mráčské z Dubé, syn Rosiny Bockové z Hemsdorfu na Vrchlabí a Viléma Miřkovského z Tropčic (též Vilém Miřkovský ze Stropčic, zemřel roku 1590). V té době byly pověstné vrchlabské hutě částečně ve vlastnictví majitele panství, ale byly i pronajaty. I v té době patřily stále k těm nejmodernějším na českém území. Kupříkladu jedny z prvních vysokých pecí u nás byly v Dolním Dvoře. Také sortiment pověstných vrchlabských železáren se rozšířil o kosy, srpy, pily, součástky pro větrné mlýny a hlavně o hlavně a zámky pušek. Díky tomuto širokému sortimentu výrobků se železářské podniky dostaly až ke kostelu, tedy do centra města.
Do protihabsburského povstání se evangelík Vilém nezapletl, a proto Vrchlabí vlastnil i po popravě vrcholných vzbouřenců na Staroměstském náměstí. (Na rozdíl od blízké Horní Branné, která byla tehdejšímu majiteli zkonfiskována.) Vrchlabské panství chtěl ale získat šlechtic Albrecht z Valdštejna, který byl vnukem Gendorfova nepřítele Jiřího z Valdštejna, se kterým Kryštof vedl vrchlabské války.

##### Albrecht zValdštejna

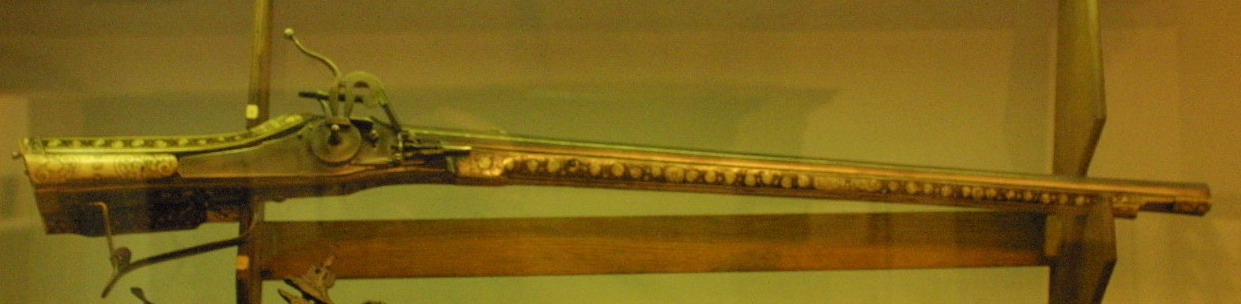
Arkebuza z přelomu 16. a 17. století

Roku 1624 Vilém Miřkovský, který neměl mužského dědice, podlehl nátlaku, který na něj vyvíjel „šéf“ českých vojsk, generalissimus Albrecht z Valdštejna a celé panství i se zámkem prodal za 110 000 míšenských kop. Vilém na Vrchlabí zemřel roku 1628, tedy čtyři roky po prodeji panství.
Pán z Valdštejna udělal z vrchlabských železáren velkovýrobnu zbraní. V této době se ve městě objevili specializovaní řemeslníci – kováři hlavní, vrtači hlavní, brusiči, šroubaři, zámečníci, pažbaři – a počet zaměstnanců železáren byl okolo 150. Železárny byly společně s hamry v Raspenavě hlavními výrobnami zbraní v Čechách. A nejen to – Albrecht začal v okolí Vrchlabí znovu těžit stříbro. Ranou pro něj asi bylo, že od roku 1629 začala Stará hora, hlavní ložisko, dávat méně železné rudy. Vrchlabí Albrecht vlastnil až do své násilné smrti.

##### Morzinové

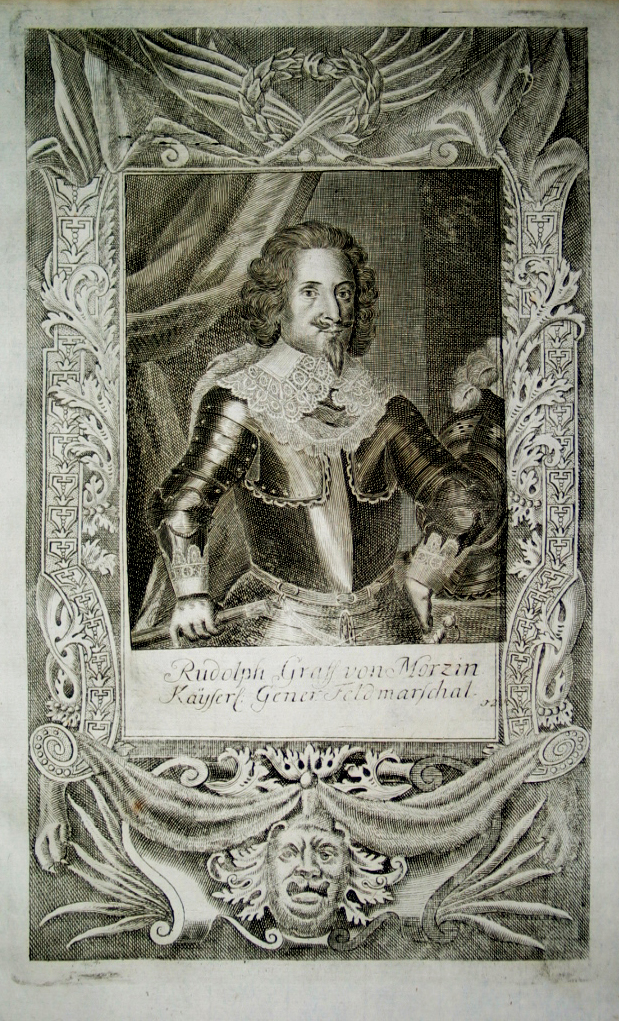
Maršál Rudolf Jan z Morzinu, první Morzinský majitel panství

Prvním představitelem rodu Morzinů na vrchlabském panství byl maršálek Rudolf Jan z Morzinu, který byl jedním ze spiklenců proti Albrechtovi z Valdštejna. Ten Vrchlabí dostal roku 1635 od císaře Ferdinanda II. darem za prokázané služby. V této době se celým okolím prohnala vojska všech zúčastněných zemí, ale Vrchlabí bylo plenění a ničení ušetřeno. Domácí vojska neměla důvod a švédská luterská vojska se s městem stejného vyznání domluvila. Přesto však bylo město roku 1664 na pokraji hospodářského úpadku. Proto prodalo lázně, a vinné sklepy.
Po smrti Rudolfa z Morzinu převzal roku 1646 vrchlabské panství jeho bratr hrabě Pavel z Morzinu, s jehož jménem je na Vrchlabsku spjata rekatolizace. Prvním jeho významnějším krokem, který směřoval k rekatolizaci, bylo povolání jezuitů z Jičína roku 1638. Jelikož za dob Gendorfa bylo Vrchlabí silně luteránské, Pavlovy metody vynucování konvertování na katolickou víru přinesly roku 1651 podnět k povstání občanů luterského vyznání. Byly stavěny barikády a objevily se i zbraně. Povstání však ukončil oddíl 50 mušketýrů Mikuláše ze Schönfeldu. Představitelé povstání utekli buďto do Horní Branné, nebo jako vůdce Theodosius Freybrich do Slezska. Společně s nimi také opustilo město a Dolejší a Hořejší Vrchlabí dohromady 149 osob. Vítězství rekatolizace bylo zpečetěno.
Železářská výroba byla za doby Pavla Morzina spíše prodělečná. Zato puškařství, které ve Vrchlabí bylo od dob Albrechtových, zažívalo svou nejlepší dobu. Od začátku 17. století zde máme dochované záznamy o 29 mistrech, kteří pocházeli z rodin Ludwigů a Erbenů. Tento nový pán také rozšířil plátenickou výrobu. Výrobky z Vrchlabí se vyvážely do Itálie, Španělska a také do Orientu. Dalším, v té době ve Vrchlabí novým odvětvím průmyslu bylo barchetnictví — vyrábění tkaniny ze lnu a bavlny. První zmínka o něm pochází z roku 1647. Tento obor začal zaujímat první místo mezi ekonomickými obory města, neboť hornictví se začalo dostávat do ústupu. V poslední části 17. století tvořily platby tkalců přes polovinu všech panských příjmů. Na začátku 18. století — roku 1712 bylo ve městě 55 tkalcovských mistrů a na celém panství jich bylo okolo dvou set.
Další odvětví, papírenství, zahájilo svou činnost roku 1667, kdy Pavel z Morzinu věnoval Kryštofu Weiszovi na založení papírny pozemek pod městem. Pavel z Morzinu také zakládal boudy v horách či střediska chovu dobytka, založil chudobinec a zřídil při úřadu purkmistra oddělení finanční péče o sirotky. V roce 1665 nechal většinu svých panství změnit na fideikomis.
Po smrti otce se panství ujal Jan Rudolf z Morzinu, který ho vlastnil v letech 1688–1702. Inicioval obnovu těžby ve Svatém Petru ve Špindlerově Mlýně a ještě nechal vybudovat hutě na měď a stříbro v Hořejším Vrchlabí. Kovy také začal dodávat do Kutné Hory. Tato těžba byla sice málo výnosná, ale i přesto vydržela do roku 1737. Těžba však ležela i na bedrech měšťanů, kteří se proti tomu roku 1692 vzbouřili, neboť výnosy se pomalu začaly propadat pod vložené peníze. Po svém neúspěchu byli potrestaní, ale dostalo se jim i robotních úlev. Jan Rudolf také po vzoru otce založil první nemocnici ve městě. Mezi lety 1654 až 1700 město rychle rostlo, z 84 domů jich ve Vrchlabí bylo 228. Jedinou dnešní památkou na Jana Rudolfa z Morzinu je morový sloup na Náměstí Míru u kostela. Ten nechala vystavět jeho manželka Eva Konstancie Vratislavová z Mitrovic roku 1696. Jan Rudolf z Morzinu zemřel roku 1702. Rok před svou smrtí však ještě stihl získat jako nejstarší z celého rodu hraběcí titul.
Dědičné panství získal roku 1702 Janův syn Maxmilián Morzin, který ve Vrchlabí položil roku 1705 základní kámen pro dnešní dominantu města — klášter poustevníků augustiniánů. Toho samého roku stihl také položit základní kámen panského špitálu. Sám zakladatel zemřel rok po položení obou základních kamenů roku 1706.
Panství po něm převzal druhý syn Jana Rudolfa z Morzinu a jeho bratr Václav z Morzinu (* 1676). Tento osvícený a uměnímilovný představitel rodu Morzinů nechal na svých zakázkách pracovat umělce, jakými byli například Jan Blažej Santini-Aichel, Matyáš Brokoff, Jan Petr Molitor nebo slavný skladatel Antonio Vivaldi, který mu věnoval svou slavnou skladbu Čtvero ročních období. V jeho kapele působil například i Antonín Reichenauer. Za svou hudbymilovnost však hrabě těžce zaplatil — zadlužoval se a bankrot se rychle blížil. Václav ho však již nezažil. Zemřel roku 1737, vrchlabské panství vlastnil 31 let.
Jeho syn Karel Josef Morzin zdědil po otci toto panství, ale vlastnil ho jen do roku 1741, tedy čtyři roky. Po něm měl tomuto panství vládnout nezletilý František Xaver Morzin (* 1734), místo něho však fakticky vládli jeho poručníci, kteří dokázali bankrot odvrátit, aniž by museli rozprodat majetek. Později se však vlády ujal sám. Vládl však velice špatně, a tak bylo možná pro panství úlevou, že roku 1791 zemřel.
Po roce 1791 vrchlabské panství vlastnil Rudolf z Morzinu, kterému se krach již nevyhnul. Roku 1795 musel z finančních důvodů prodat fideikomis, který trval od roku 1665. Jediné panství, které si nechal, bylo právě panství vrchlabské.

### 18. století
Město mělo zhruba v polovině 18. století 252 domů a 2500 obyvatel. Na jeden dům tedy připadalo necelých 10 osob. Z řemesel tu byl jeden jediný puškař, kdežto tkalcovských mistrů ve Vrchlabí bylo 24. Obchodníků s přízí zde bylo 5.
Roku 1737 byla otevřena nová radnice, kde sídlila samospráva v čele s purkmistrem a státem zkoušenými a státu odpovědnými úředníky. V roce 1770 byla ve městě přechodně zřízena první tkalcovská škola v Evropě, která začala na trvalo fungovat v roce 1873. Roku 1786 byla přestavěna stará škola na kostelním náměstí z důvodu zavedení povinné školní docházky. Zajímavostí je, že konvent augustiniánů fungoval, i když omezeně, i po zrušení všech klášterů roku 1781.

#### Prusko-rakouské války a následky

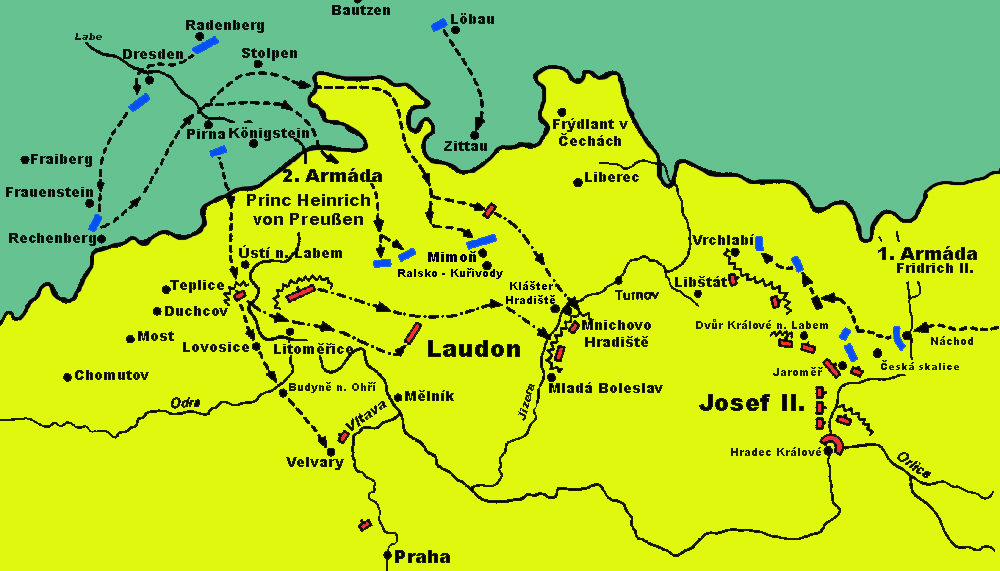
Mapa útoků Pruských armád na České území — vyznačeno je i Vrchlabí

V 18. století byly nejhorší událostí na vrchlabském panství slezské války. Mezi lety 1741 až 1742 se nakvartýrovaly na vrchlabské panství oddíly královských mušketýrů, jezdců a dělostřelců. O dva roky později v roce 1744 město obsadili nepřátelští Prusové, kteří vypálili několik domů a vyrabovali klášter. Když byli zajati u Maršova, část jejich klášterního lupu do Vrchlabí vrátila.
Když bylo Rakousko poraženo ve válce o Slezsko, ocitlo se Vrchlabí v těsné blízkosti státní hranice s Pruskem. Nevýhodnost této pozice se ukázala od roku 1756, kdy začala sedmiletá válka s Pruskem. Ve městě se v té době střídaly pruské a rakouské posádky, ovšem obě se k obyvatelům a městu chovaly stejně: například roku 1758 bylo Vrchlabí vydrancováno, a dokonce několik obyvatel oběšeno právě vojáky Marie Terezie. Roku 1778 začala další velká válka mezi Rakouskem a Pruskem — válka o bavorské dědictví. V té sehrály kopce ve vrchlabském okolí strategickou úlohu. Vojska následníka trůnu Josefa II. byla opevněna na pravém břehu Labe od Vrchlabí k Jaroměři a od východu se k nim blížila vojska Fridricha II. Rakouská opevnění se táhla od Strážné hůry (824 m n. m.) přes Jankův vrch (694 m n. m.) nad centrem města, Zimův vrch nad dnešní automobilkou až po vrch Hůrka (492 m n. m.) nad Podhůřím. Když se pruský panovník pokusil tyto rakouské pozice obejít přes sever a nepodařilo se mu to, měl prý prohlásit větu „Mrzí mě to, ale vidím, že se tu nedá nic dělat.“ Místo většího útoku na opevněnou linii, ve které bylo skryto 40 000 vojáků, jenom raboval vsi východně od císařských pozic. K bitvě však už během války nedošlo, protože se Prusové stáhli. Císař Josef II. při této příležitosti také Vrchlabí poprvé navštívil a městu za škody utrpěné válkou daroval 80 000 zlatých.
Počátkem 70. let 18. století postihl panství velký hladomor. Pro ilustraci – roku 1772 zemřelo na hlad 889 osob. A jelikož byla zrovna doba „úrodná“ na selská povstání, poddaní se začali roku 1775 bouřit. 23. března toho roku mnoho nespokojenců přišlo před radnici ve Vrchlabí, a když jim vyšli radní vstříc, pokračovali na zámek, kde si svůj hněv vylili na panských úřednících. Nespokojenci poté vypili panský pivovar a vyjedli pekařství a 27. března byli kvůli neshodám ve svých řadách rozehnáni vojskem a posléze i potrestáni. Tresty ovšem byly velice mírné, nejtěžším bylo to, že potrestaný musel čtyři týdny pracovat v okovech. Když byl roku 1781 císařem vydán patent o zrušení nevolnictví, vrchlabská vrchnost zrušila i robotu. V té době vznikly dvě další vrchlabské vsi – Harta a Fuchsberk.

#### Kultura v18. století
V 18. století ve městě působil malíř Josef Hollmann, který roku 1720 vytvořil 32 lunet o svatém Augustinovi do místního kláštera. Zachovala se jich však pouze část, neboť většina byla zničena po roce 1945. V 18. století vznikla řada níže popsaných soch a staveb.

### 19. století a první světová válka

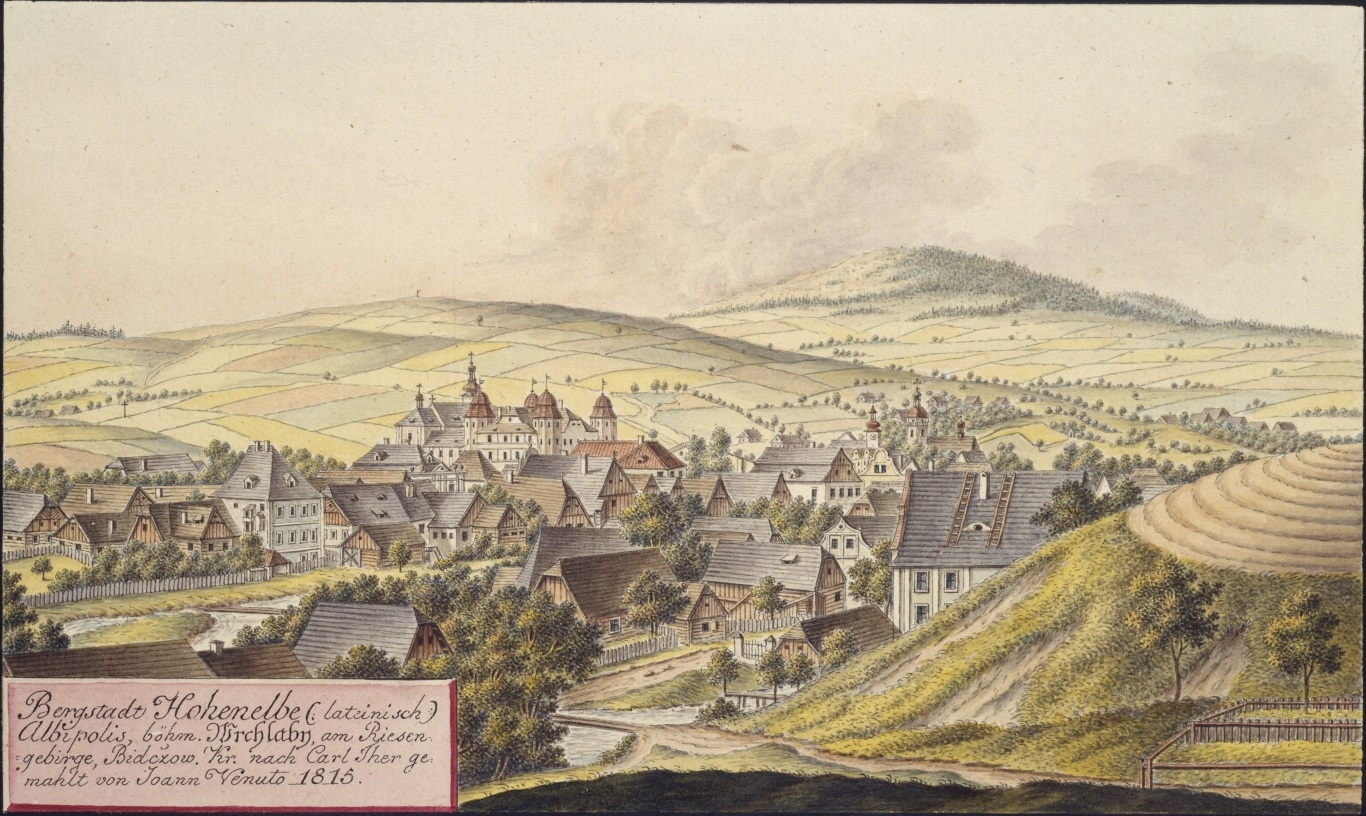
Pohled na město Vrchlabí, kresba Johanna Venuta z roku 1814

V tomto století začalo pomalu upadat lnářství a do popředí se dostávala bělidla. První taková stavba byla postavena roku 1803 v Podhůří Wenzlem Zirmem. Roku 1802 založili bratři Kieslingové v Dolním Vrchlabí historicky druhou papírnu. První fungovala od roku 1812 lépe, neboť švagr majitele Gabriela Ettela Vojtěch Kablík vynalezl novou metodu bělení a barvení papíru. Jejich výrobky byly tak kvalitní, že od roku 1834 mohli používat titul císařsko-královská zemská privilegovaná papírna. Roku 1815 byl založen městský špitál, na čemž měli hlavní zásluhu Anton a Elizabeth Puntschuhovi. V roce 1829 byla blízko středu města založena J. Seidlem tiskárna, kterou později rod Wendtů změnil na bělidlo, a v Podhůří byla baronem Beustem založena přádelna bavlny. Roku 1837 ve městě vznikla pošta a k pohánění mandlu se začal se používat parní stroj, což bylo první využití parního stroje v tehdejším Bydžovském kraji. Stará škola, ve které se učilo, byla nevyhovující, a tak musela být stržena. Učilo se pak v klášteře či v městském špitálu. Nové školy se žáci dočkali až roku 1862.
Revoluční rok 1848 měl ve Vrchlabí klidný průběh. Jakmile se 17. března město dozvědělo o příslibu konstituce, hned navečer zaplavili lidé ulice a jásali. 20. března se však všechno otočilo a ve Vrchlabí se sloužila za vídeňské oběti mše a na výzvu samotného starosty Franze Watzela se muži zapisovali do národní gardy. Tyto gardy fungovaly až do roku 1851. Mezitím se však změnil starosta, neboť Franz Watzel byl jmenován poslancem kroměřížského sněmu. O rok dříve, roku 1850, se stalo Vrchlabí sídlem okresního hejtmanství, pod které spadaly soudní okresy ve Vrchlabí, Jilemnici a Rokytnici nad Jizerou. Toto však trvalo jenom do roku 1855, kdy se tento soudní okres rozdělil. Roku 1868 v rámci slučování však vznikl jiný z vrchlabského a hostinského soudního okresu a až na malé změny vydržel až do 20. století.
Prusko-rakouská válka v roce 1866 se naštěstí Vrchlabí příliš nedotkla, byly zde rekvírovány potraviny, nápoje a píce. Celkové škody města činily 6602 zlatých.
Roku 1850 požádali významní vrchlabští občané Franz Ritschel, bývalý velitel národní gardy ve Vrchlabí, Willibald Jerie a Josef Višňák o udělení povolení k postavení mechanické přádelny v Hořejším Vrchlabí. Ta byla postavena v roce 1852, ovšem bez J. Višňáka, jehož podíl převzal Josef Stoczek (Štoček) z Prahy. Sama továrna měla 1500 vřeten, ale již roku 1855 bylo vřeten 4000. Personální změny pak továrnu čekaly dále — odstoupili Jerie se Štočkem a přistoupil Ferdinand Ferdinand A. Rotter, který byl původně v Králíkách. Tento Rotter se stal roku 1859 jediným majitelem přádelny. Jerie měl svou přádelnu pod Liščím kopcem a později koupil původně Ettelovu papírnu, zboural ji a postavil na pozemku přádelnu, která začala sloužit roku 1857. Tyto dvě přádelny patřily mezi největší v okolí, kolem roku 1860 měla Rotterova 20 000 vřeten, Jeriova 11 000 (roku 1895 uváděno již 12 000 vřeten).
Do opuštěné budovy pod Liščím kopcem po Willibaldovi Jeriemu se roku 1857 dostali bratři Eugen a Victor Cypersovi. Roku 1863 nedaleko závodu číslo II firmy Rotter v Hořejším Vrchlabí vyhořela Dresselova papírna. Další přádelna nedaleko středu města byla založena roku 1864 občanem Goldschmidtem. Její známky jsou ve městě patrné dodnes. Další odvětví průmyslu bylo do města uvedeno v roce 1864, kdy byla založena Theodorem Peterou z Pecky továrna na kočáry a sedlářství (více viz níže). Pro rozvoj vrchlabského průmyslu bylo rozhodující událostí založení tratě z Kunčic do Vrchlabí v roce 1872. Téhož roku město mělo plynárnu a od roku 1889 i vlastní vodovod a roku 1900, na začátku 20. století i elektrický podnik. V roce 1860 byla ve Vrchlabí zřízena první spořitelna (Spořitelna města Vrchlabí) a záložna (Okresní zemědělská záložna), roku 1905 Česká Unionbanka. Po roce 1896, kdy byl po zřícení střechy zbourán panský pivovar na dnešním náměstí T. G. Masaryka, bylo město bez pivovaru, nový akciový začal být funkčním roku 1903.Spolu se sodovkárnou byl jeho provoz ukončen roku 1973.
Roku 1873 byla tkalcovská škola, založená roku 1770 (první v Evropě), obnovena natrvalo. Gymnázium Vrchlabí bylo jako vyšší škola vybudované roku 1909.
V roce 1856 byla založena první soukromá nemocnice doktorem Hubenym. Roku 1891 byl hraběnkou Aloisií Czernin-Morzinovou v Husově ulici vybudován vrchnostenský chorobinec, rozšíření se dočkal již roku 1905. Oficiální okresní nemocnice byla založena roku 1899 a před první světovou válkou se vybudování dočkal sirotčinec a domov sociální péče.

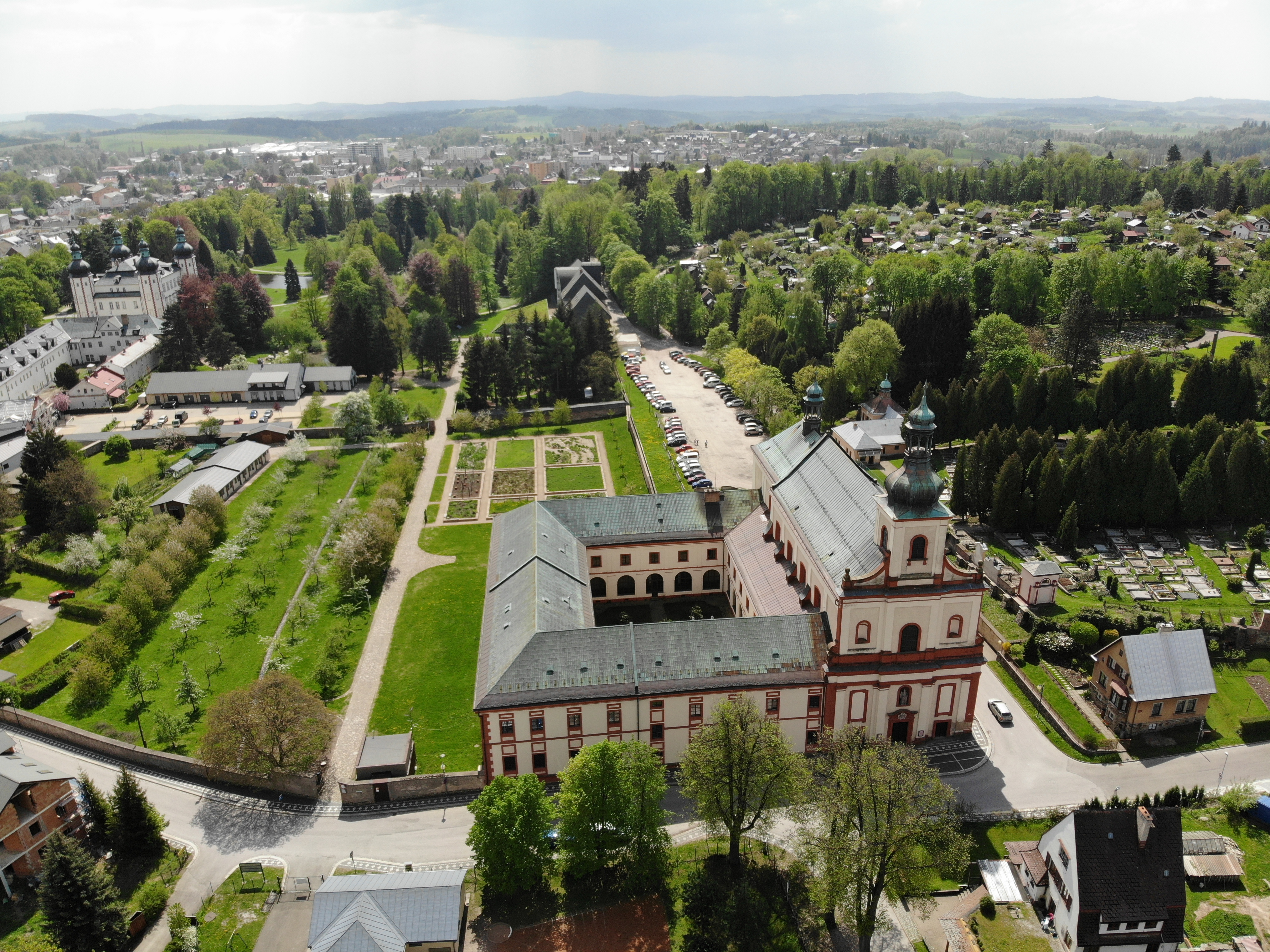
Augustiniánský klášter dnes slouží jako sídlo Krkonošského muzea

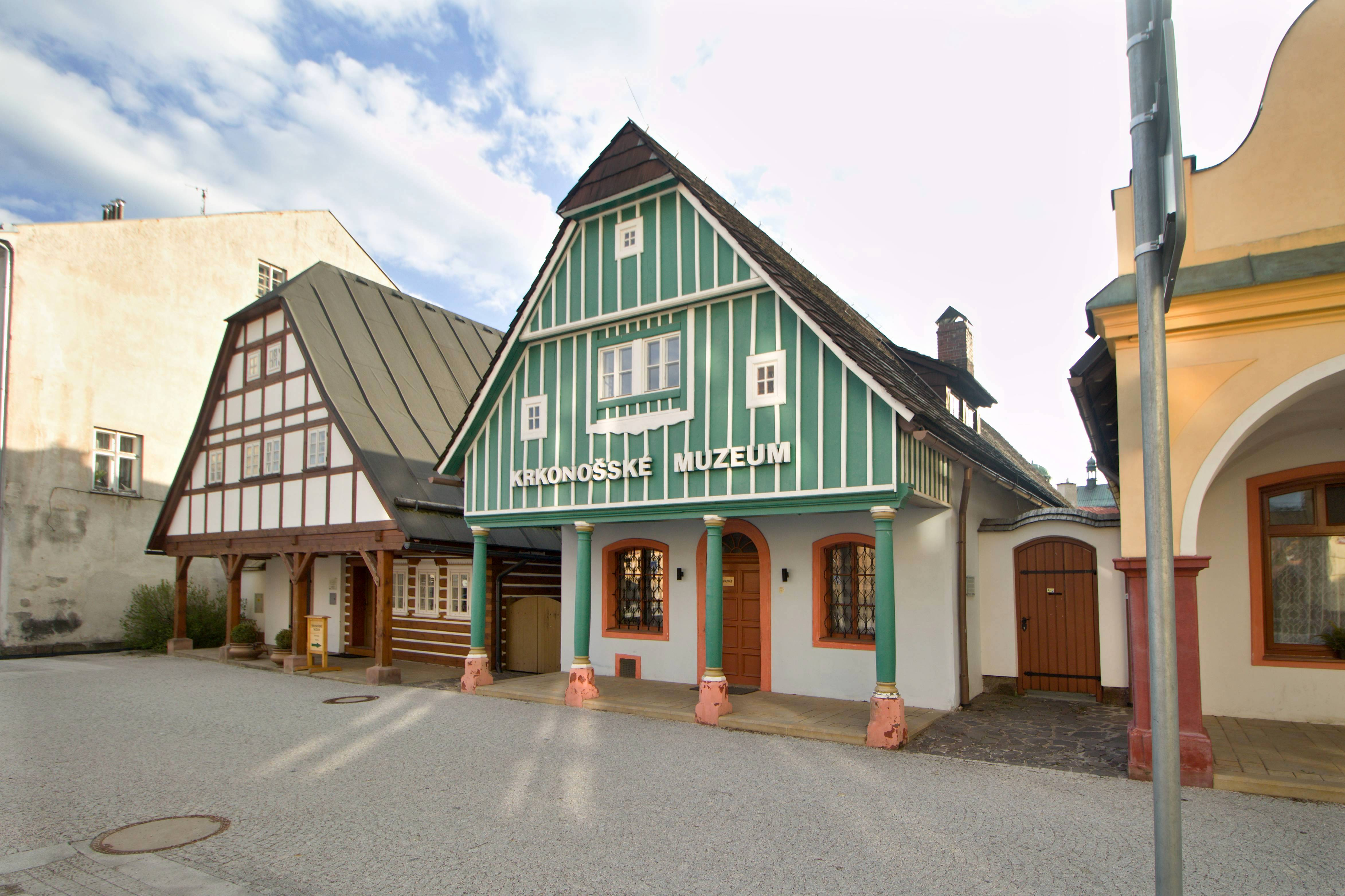
Pobočka Krkonošského muzea na náměstí Míru

První ochotníci, kteří ve Vrchlabí tvořili významnou součást kulturního života, byli ve Vrchlabí bezpečně roku 1836. Od roku 1856 ve Vrchlabí začal fungovat spolek pro hudbu s názvem Liedertafel. V roce 1859 se ve Vrchlabí narodila významná hudební postava, jejíž důležitost nebyla dosud doceněna — Karel Halíř. V roce 1869 byl založen sbor dobrovolných hasičů. V tomto století přímo vznikaly spolky školské, dělnické, církevní, obchodní, finanční, průmyslové, profesní, nacionální, politické, bruslařské, lyžařské (1896), čtenářský, pěvecký, dohromady vzniklo 80 spolků. Nejvýznamnějším spolkem byl Rakouský, později Německý krkonošský spolek, který vznikl roku 1880 a propagoval Krkonoše. Díky němu byla založena roku 1881 vrchlabská knihovna a roku 1883 Krkonošské muzeum. Dalšími významnými spolky byla Národní jednota severočeská založená v roce 1904. Vrchlabská pobočka Sokola vznikla v roce 1911.
V roce 1888 byl zbourán starý kostel a díky hraběnce Czernin-Morzinové byl roku 1889 postaven nový kostel podle plánu Stefanem Traglem. První modlitebna jiného než katolického vyznání, lutherská, byla posvěcena 21. října 1900, později začala sloužit evangelické církvi. Evangelický sbor začal fungovat v roce 1910. Již v roce 1901 byla u modlitebny postavená zvonička se zvony nesoucími jméno Martin Luther, Ernst Moritz Arndt a Otto von Bismarck.
Na konci července 1897 postihly město povodně. Škoda činila tehdejších 5 milionů zlatých. Dobový tisk uvádí, že ve Vrchlabí bylo poničeno osm budov, tři mosty, městský vodovod a plynárna s velkým plynojemem. Velká voda také zničila příjezdovou cestu na Špindlerův Mlýn v Hořejším Vrchlabí, poničeno bylo Ettlovo bělidlo ležící pod Stavidlovým vrchem, stržený most je most dnes ležící za budovou Hotelu Gendorf poblíž „Domu u sedmi štítů.“.

### První světová válka a dva roky po ní
V první světové válce padlo dohromady přes 300 osob z Hořejšího, Dolejšího Vrchlabí a Podhůří. Ihned po vyhlášení samostatnosti Československé republiky vůči Rakousko-Uhersku byl založen Národní výbor pro okres vrchlabský v čele s ředitelem školy Robertem Turkou. Reakcí na osamostatnění bylo založení separatistické vlády Deutschböhmen v Liberci a této vládě slíbily věrnost všechny důležité úřady ve městě. Aby bylo dvojvládí ve Vrchlabí odstraněno, vpochodovala do města 7. prosince 1918 jičínská vojenská jednotka spolu se Sokoly z Horní Branné, a to ze dvou směrů: od nádraží, kam přijeli vlakem, a od kláštera. Město bylo obsazeno do 8:00 hodin. Osoby, které byly proti české samostatnosti a slíbily věrnost separatistům, musely ze svých postů odejít a město dostalo svou vlastní vojenskou posádku, která sídlila v hotelu Zum Mohren poblíž Náměstí Tomáše G. Masaryka (dnes Městská knihovna Vrchlabí) a která byla tvořena 2. rotou hraničářského praporu 2 z Trutnova. Svou nespokojenost Němci dali najevo 4. března 1919, kdy vyhlásili generální stávku. Střet demonstrujících s armádou byl hladký, jenom si nadávali. V sousedním Hostinném byly zabity dvě ženy.

#### Nepokoje vroce 1920
Němci se během prvních dvou let od vzniku nové republiky pokusili o demonstrace, k jedné větší došlo 17. května 1920, kdy byl na okresním úřadě ztlučen komisař Kraus. Na té se však podíleli hlavně čeští dělníci.
Důvodem byly velice malé příděly potravin. Podle interpelace poslanců na ministry vnitra, národní obrany a spravedlnosti z 10. června 1920 to bylo 0,25 kg mouky na vaření, 0,25 kg ovesné rýže, 0,25 až 0,5 kg brambor, které byly většinou ve velice špatném stavu. Jelikož se situace stále neměnila k lepšímu, 17. května byla ve všech závodech zastavena dělnická práce a dohromady 3000 nespokojenců z Hořejšího Vrchlabí, Vrchlabí a Dolní Branné přišlo před okresní hejtmanství. Zástupci z jejich řad se pak vydali k okresnímu hejtmanu Gogelovi, kterému oznámili, že neodejdou, dokud jim nebude zajištěn lepší přísun potravin. Jelikož Gogela a přednosta obilního úřadu, komisař Kraus, jednání pro nespokojence nesnesitelně zdržovali, nespokojenci zaútočili na budovu a vojenská a četnická ostraha před nimi ustoupila. Jakmile nespokojenci vstoupili do budovy, zadržovali je sami ti, kteří přišli nahoru vyjednávat. To se jim však nepodařilo, a tak byl komisař Krauss zbit nespokojenými. V budově nespokojení ničili vnitřní vybavení, největší škody snad způsobili, když zničili telefonní centrálu. Na znovuobnovení klidu musela přijít vojenská posila v podobě 1. roty hraničářského praporu z Trutnova. Její velitel do hlášení napsal:
| „                            | Asistence… přišla do Vrchlabí v půl třetí odpoledne. Zanechává ochranu nádraží a zabezpečuje skladiště obilí a potravin. Před okresním hejtmanstvím shromážděn dav asi 300 lidí, byl rotou vytlačen a ulice uzavřeny, poněvadž od prvních okamžiků zaznívaly z davu posměšné povely a nadávky, jako Česká pakáž, od té si nedáme poroučet! Pryč s českými vojáky! a i české hlasy se ozývaly, že místo jídla posílá jim vláda bodáky. Vojenská policie provedla zatčení těch, kteří dav popuzovali anebo se snažili použít proti vojákům násilí… | “ |
| — z hlášení kapitána Ziziuse | |   |

Ihned druhého dne byla vydána vyhláška, ve které například stálo:
| „ | Rozumné dělnictvo a obyvatelstvo, které po celou dobu poslední vyživovací krise až do včerejšího dne, kdy byly nezodpovědnými živly vyvolány demonstrace, projevilo uznání hodnou kázeň a trpělivost, žádám co nejdůtklivěji, by zachovalo i nadále klid a pořádek. | “ |

A následně nastalo i zatýkání – 16 osob bylo zatčeno a posláno k soudu v Jičíně, kde byli uvězněni. Do města též přibyla vojenská posádka o síle 350 mužů. To městu hodně přitížilo a na vydržování této ostrahy si muselo vypůjčit. 10. června napsali poslanci v čele s Karlem Kreibichem, Antonínem Roscherem a Otto Hahnem interpelaci na ministry vnitra, národní obrany a spravedlnosti, v níž požádali o stažení posádky, sesazení komisaře Krause a zrychlení vyšetřování zatčených v soudě v Jičíně. Vyhověno jim ve dvou bodech skutečně bylo. Z Vrchlabí se posádka stáhla úplně a od té doby bylo Vrchlabí bez vojenské posádky. Ve vazbě každý z nespokojených pobyl různě dlouho: jeden od 17. května do 22. května, dva od 17. května do 23. června, dva od 18. května do 23. června, pět od 19. května do 23. června, pět od 20. května do 23. června a jeden od 22. května do 24. června 1920. Přednosta obilního úřadu Kraus na svém místě zůstal i nadále, jelikož ministr vnitra usoudil, že:
| „                                                                 | …v aprovisační tísni za daných poměrů a v mezích platných předpisu nemohl učiniti více, než co skutečně činil. K přesazení jeho není důvodu, poněvadž se ničím neprovinil. | “ |
| — Odpověď tří ministrů z 2. prosince 1920 na interpelaci poslanců | |   |

### První republika a druhá světová válka
Ve 20. století se vůbec nedařilo lnářství. V roce 1928 byla Jerieho přádelna uzavřena a Rotterova přádelna se dala na spřádání juty a vyráběla papírovou přízi. Automobilový průmysl byl zastoupen firmou Petera a synové. Arnold Löwit v roce 1923 založil továrnu na elektrické vodiče a kabely v původní textilce.
Nacionální problémy se staly důležitými v době Velké hospodářské krize. V parlamentních volbách v roce 1935 dostala Sudetoněmecká strana v čele s Konrádem Henleinem 64,1 % všech hlasů, v soudním okrese Vrchlabí pak 59,8 % hlasů, kdežto v sousedním maršovském okrese získali o 10 % navíc. Tato strana také získala v komunálních volbách roku 1938 na radnici většinu s nacistickým starostou JUDr. Karlem Wendtem, bývalým právníkem v čele. Ten však zemřel 22. prosince 1938. Vrchlabští nacisté již na jaře 1938 založili šest družstev vojenské jednotky Freiwilliger Schutzdienst po vzoru SA. Všechny strany kromě SdP, sociálních demokratů a komunistů se rozpadly.
Po připojení Sudet k Německu bylo obyvatelstvo Vrchlabí nadšeno. Wehrmacht do města vpochodoval 8. října 1938 skrze vyzdobené slavobrány. Freikorps přišel až 10. října. České obyvatelstvo z většiny prchlo společně s německými antifašisty. Z původních 1200 Čechů jich zbylo jenom 220. Ihned 10. října gestapo zatklo 29 občanů, sedm jich bylo posláno do koncentračních táborů.
Po změně hranic Československa byl založen landrát Vrchlabí, který dohromady spravoval 62 obcí v Podkrkonoší. Namísto odvedených mužů se do města dostali zajatci z řad Francouzů, Angličanů, Nizozemců, Belgičanů a jiných národností. Lágry stály na místě dnešní automobilky, v té době se tam říkalo na Ehingerově louce, v areálu továrny Friedrich Stolzenberg, u letiště, v Dolních Herlíkovicích byl lágr v dnešním rekreačním areálu Eden a jeden nad dnešním autobusovým nádražím. V roce 1942 byly na kostele svatého Vavřince zrekvírovány zvony, které vydržely i první světovou válku.
Za války ve Vrchlabí začala působit německá firma Friedrich Stolzenberg v areálu dnešní firmy Labit. Ta vyráběla motory pro německé letouny a později součásti k řízeným střelám V-2. Peterova automobilka přešla na vojenské vozy a kluzáky. V Hořejším Vrchlabí začala působit firma Lorenz AG, která vyráběla elektronky. Tato firma spadala pod koncentrační tábor Groß Rosen a pracovaly zde nejčastěji židovské ženy z východního Horního Slezska, stejně jako v ostatních trutnovských pobočkách Groß-Rosenu. 
Na konci války – 9. dubna 1945 gestapo stihlo na dnes již neexistujícím židovském hřbitově nad civilním hřbitovem zastřelit šest ruských zajatců. Osvobozující Sověti do Vrchlabí přišli před půlnocí 9. května. Od 10. května sídlil hlavní štáb sovětských vojsk v hotelu Labuť.

### Po druhé světové válce
Prvním předsedou Městského národního výboru byl Alois Vaňous, zástupcem Otto Herbe, tajemníkem J. Bulušek. 8. září 1945 bylo ve městě díky novým osídlencům 3 555 Čechů na 2 566 Němců. Odsuny obyvatel ve Vrchlabí začaly již 18. května 1945. Od tohoto dne do 4. srpna bylo v celkem 25 transportech z okresů Vrchlabí a Jilemnice vypraveno 19 070 osob. Řádný odsun Němců do americké zóny přes Domažlice začal ve vrchlabském okrese až v únoru 1946. 18. února 1946 odjel z Vrchlabí první oficiální transport hned po setmění. Je dochováno, že odjel za velmi mrazivého větru. Po třech dnech jízdy vlak přijel do Odenwaldu, kde půle pokračovala do Bensheimu, druhá půle do Heppenheimu. Bylo povoleno zavazadlo vážící maximálně 50 kilogramů a hotovost 500 říšských marek na osobu. Transport číslo dvě vyjel 3. března okolo deseti hodin večer. Po cestě přes Prahu dojel transport čtvrtého dne jízdy do Frankenbergu. 10. dubna v 10:20 odjeli ti, co čekali na místě dnešního fotbalového hřiště u automobilky. Tento transport mířil do Dachau, Bad Reichenhallu a Berchtesgadenu. Další transporty přepravily Němce do Augsburgu, Kasselu, Frankenbergu, Heidelbergu, Zeitzu, Nordhausenu, další čtyři transporty směřovaly do sovětské okupační zóny, sociální demokraté z okolí Hostinného z Vrchlabí jeli do Aschaffenburgu, antifašisté odjeli do Kemptenu, další transporty směřovaly znovu k Sovětům, konkrétně do měst Gera, Mittweida, Pirna a Usedom, 281 antifašistů do německého města Marktoberdorf tajně přivezlo prapor města Vrchlabí. Poslední transport směřoval do města Pfarrkirchen. 20. října 1946 bylo vysídlení u konce, většina německy mluvícího obyvatelstva Vrchlabska byla přesídlena do Německa. V roce 1947 bylo ve Vrchlabí bylo 5481 Čechů a pouhých 197 Němců. Vrchlabí se po vysídlení veškerého německého obyvatelstva naštěstí nestalo revírem vykrádačů domů. České školy svoji funkci začaly plnit už v červnu 1945. Ihned po válce se však ukázalo, že komunistická strana bude mít jasnou převahu. V parlamentních volbách roku 1946 získala 60 % hlasů. Následný převrat na Vrchlabsku tedy proběhl bez větších problémů. Již roku 1950 proběhla velká správní změna: k dříve samostatné obci Vrchlabí se připojily obce (do roku 1950 samostatné) Hořejší Vrchlabí (čítající tehdy Kněžice, Hořejší Vrchlabí a část Herlíkovic) a Podhůří (Podhůří a Liščí kopec).
Čeští ochotníci zahájili svou činnost v roce 1945 pod názvem Divadelní jednota Šír, podle vlastence a spisovatele Josefa Šíra. První schůzka byla svolaná již na 24. srpna 1945. V čele tohoto souboru stanuli J. Štěpánek a J. Veigl. V roce 1946 stanul v čele souboru Jaroslav Kašlík, dále ve vedení stanuly významné osobnosti, jako například nakladatel Josef Krbal, zakladatel vrchlabské Městské hudební školy Josef Václav Kratochvíl či jiní. J. V. Kratochvíl ještě prvního poválečného roku založil ve Vrchlabí Městskou hudební školu a v roce 1955 národopisný soubor Krakonoš skládajícího se za smíšeného pěveckého sboru, dětského pěveckého kolektivu, tanečního kolektivu, kolektivu vypravěčů a z doprovodné instrumentální skupiny. Tento soubor měl například ve svém programu pásmo Krakonošův rok od krkonošských autorek Amálie Kutinové a Marie Kubátové. Také Krkonošské muzeum pokračovalo po válce ve své činnosti.
Po druhé světové válce pokračovala ve své předválečné činnosti katolická církev. Německá evangelická církev po válce zanikla, na její místo vstoupila a jejich modlitebnu převzala Českobratrská církev evangelická, která měla ve Vrchlabí od roku 1948 oficiálně svůj farní sbor. Československá církev husitská do Vrchlabí v roce 1947 přesunula svůj farní sbor z Dolní Kalné. K bohoslužebným účelům začala využívat bývalou zámeckou Morzinskou hrobku.
Po druhé světové válce se vrchlabský průmysl více méně věnoval tomu, čím se zabýval ve válce. Elektronky, které vyráběla Lorenzova firma, převzala firma Tesla (nyní OCZ Vrchlabí, a.s.). Strojní výrobu po firmě Stolzenberg převzala firma TOS (nyní Argo-Hytos). Po Peterově firmě převzala výrobu firma Škoda Auto. Poválečné období zaznamenalo definitivní konec lnářství. Textilní výroba byla převzata firmami Mileta a Tiba. Vodiče začala vyrábět firma Kablo. Rozvoj později zaznamenal i elektrotechnický průmysl.
V roce 1961 byl ve Vrchlabí zrušen okresní úřad a Vrchlabí poté spadalo do trutnovského okresu.

## Přírodní poměry

### Geomorfologie
Vrchlabí leží v jedné části, ze kterých se Krkonoše skládají – ve Vrchlabské vrchovině, která se dále dělí na Janský hřbet, nyní také označovaný jako Zlatý a Lánovskou vrchovinu.

### Vodopis

#### Řeky a potoky

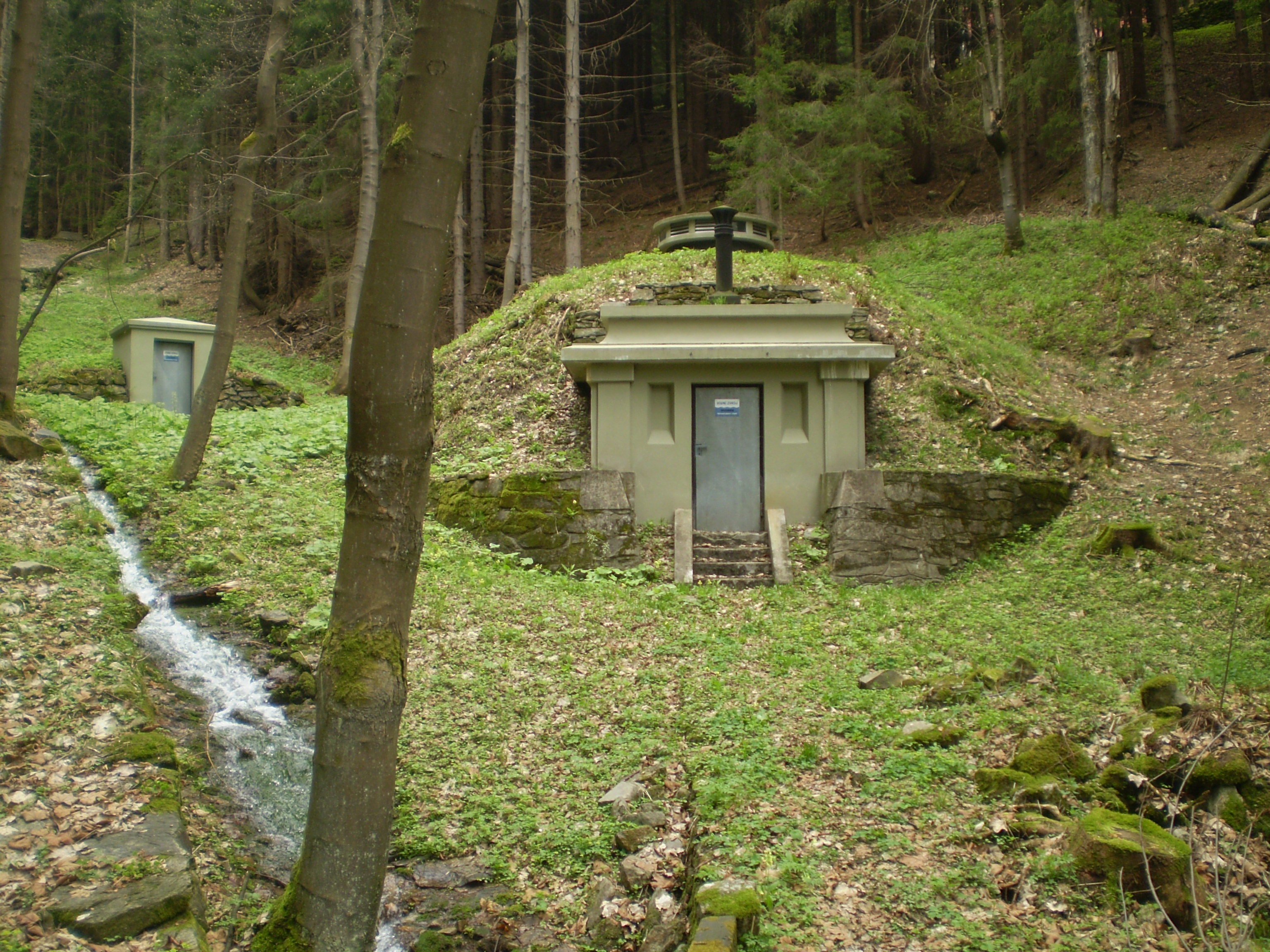
Vodní zámek v Dumlichově dole

Středem města protéká řeka Labe a vlévá se do ní na vrchlabském katastrálním území několik potoků. V Dolních Herlíkovicích je to po pravé straně Šindelová strouha, která teče z přes Dumlichův důl, odkud byl v roce 1889 do Vrchlabí zřízen 5,1 km dlouhý vodovod. O něco níže se do Labe napravo vlévá Hlemýždí potok. U hotelu Albis se nalevo od toku vlévá Richterova strouha, pramenící na Strážném. U vrchlabského minipivovaru se nalevo vlévá Pekelský potok, o trochu níže se vlévá zprava Hamerský potok, pramenící v Kněžicích. Významným labským přítokem je i potok Bělá jehož povodí dosahuje úctyhodné délky 7,011 km² a má délku 5,1 km. V Kunčicích nad Labem do Labe ústí Vápenický potok dlouhý 9,4 km s povodím o délce 8,768 km². Ve městě bylo také v rámci pohánění strojů továren založeno několik labských náhonů.
Významným prameništěm ve Vrchlabí je na pravé straně Labe Stavidlový vrch, kde se nachází mimo jiné i kaplička svaté Anny. Na rozmezí katastrálních území Vrchlabí a Dolního Lánova pramení Suchý (Mezilabský) potok.

#### Rybníky
Největším vrchlabským rybníkem jsou Vejsplachy, rybník někdy nazýván jako Kačák, hluboké až 2,3 m, ležící západně od sídliště Liščí kopec. Na břehu rybníka leží stejnojmenná přírodní památka. Dalšími rybníky jsou: zámecký rybník na místě, kde stála dříve tvrz, rybník u letiště na Lánovské ulici či rybník v Podhůří pod zámečkem.

### Podnebí
Vrchlabí leží v podhorské oblasti, kde průměrný roční srážkový úhrn z let 1961–1990 činí 810 mm. Průměrně nejvíc srážek je v prosinci (průměrně 90 mm), nejméně v květnu (průměrně 39 mm). Průměrný počet dní, kdy napršelo 10 mm a více je 25,4 dní. Nejmenší počet těchto dní je v únoru (průměrně 1,2 dní), nejvíce pak v červenci (průměrně 3 dny). Maximální denní úhrny srážek se ročně pohybují okolo 65 mm.

## Demografie

### Počet obyvatel
| Rok  | Počet obyvatel |
| ---- | -------------- |
| 1786 | 2 167          |
| 1824 | 2 583          |
| 1832 | 1 983          |
| 1853 | 3 346          |
| 1930 | 8 357          |
| 1945 | 6 121          |
| 1947 | 5 678          |
| 1950 | 7 787          |
| 1961 | 9 969          |
| 1970 | 11 119         |
| 1980 | 12 419         |
| 1991 | 13 416         |
| 2000 | 13 405         |
| 2001 | 13 171         |
| 2003 | 12 898         |
| 2009 | 12 710         |
| 2012 | 12 665         |
| 2016 | 12 516         |

Od počátku 90. let 20. století počet obyvatel města setrvale klesá, viz tabulka.

### Struktura populace

Věková struktura obyvatel obce Vrchlabí roku 2011
Rodinný stav obyvatel obce Vrchlabí roku 2011
Vzdělání obyvatel obce Vrchlabí roku 2011

### Náboženství
Ve městě jsou zastoupeny římskokatolická, českobratrská evangelická, československá husitská a adventistická církev. Svůj Sál Království mají v Podhůří i Svědkové Jehovovi.
Při sčítání lidu roku 2001 se ke katolickému náboženství přihlásilo 1 995 z tehdejších 13 894, tedy 14,4 %. Ze sčítání účastníků katolických bohoslužeb v Česku za rok 2003 vyplynul počet návštěvníků na 160.

### Národnostní složení
V 16. století díky rozvoji hornictví začal příliv Němců do města. Do 18. století se tak Vrchlabí stalo hlavně německy mluvícím městem. V roce 1900 Vrchlabí mělo oficiálně jenom 7 % Čechů. Po vzniku samostatné Československé republiky se však oficiální počet Čechů zvedl na 1 200 osob.

## Městská správa

### Členění města
(v závorce první zmínka o obci/osadě)
- Vrchlabí 1, část Vrchlabí (katastrální území Vrchlabí): samotné centrum města Vrchlabí s osadou Třídomí (1807)
- Vrchlabí 3, část Podhůří (katastrální území Podhůří-Harta): osada Liščí Kopec (1561) a obec Podhůří (1574). Oficiální název Podhůří se ale v běžném styku nikdy zcela nevžil, většinou je používán starší název Harta.
- Vrchlabí 4, část Hořejší Vrchlabí (katastrální území Hořejší Vrchlabí): osada Hořejší Herlíkovice (roku 1606), obec Hořejší Vrchlabí (roku 1624) a osady Kamenná cesta (rok 1895), Kněžice (1454), Seidlovy Domky (1886), Třídomí (1807)[8][p 1]

### Městské symboly
Znak byl Vrchlabí udělen, současně s povýšením na město, na žádost majitele panství Kryštofa z Gendorfu, a to listinou krále Ferdinanda I. současně s dalšími městskými právy. Současná podoba znaku, která až na drobné detaily respektuje popis z královské listiny, vychází z vyobrazení Stanislava Valáška v soupisu Jiřího Čarka. Samotný text z listiny popisuje znak takto: „…štít na dvé rozdělený: v vrchním bílém poli dvě jedle zelené, v dolním červeném poli dvě kladiva havérská, nakříž přeložená, v malým žlutým štítku tak, jakž to všecko rukú a vtipem umění maléřského lépe a dostatečněji jest vymalováno.“ Používá se od roku 1999 a nahradila řadu do té doby využívaných, nicméně heraldicky nesprávných variant znaku.
Podoba vlajky byla projednávána 17. září 2003 na schůzi podvýboru pro heraldiku Poslanecké sněmovny České republiky. Prapor města byl městu udělen 7. října 2003 30. rozhodnutím Předsedy PS PČR. Autorem vlajky, podobně jako heraldických úprav městského znaku, je Lukáš Teplý.

## Doprava
Městem prochází silnice první třídy č. 14 z České Třebové do Liberce, dále silnice druhé třídy č. 295 ze Studence do Špindlerova Mlýna.
První, dodnes fungující autobusové spojení Vrchlabí se Špindlerovým Mlýnem bylo založeno roku 1910.
Železniční spojení zajišťuje trať Kunčice nad Labem – Vrchlabí, která zde začíná a vede do 4,7 kilometrů vzdálených Kunčic nad Labem, kde je umožněn přestup na vlaky trati 040 z Chlumce nad Cidlinou do Trutnova. Mnoho osobních vlaků však jezdí přímo do Trutnova. Se vstupem v platnost jízdního řádu 2005/2006 zde byl zaveden specifický způsob odbavení cestujících.
V době platnosti jízdního řádu 2012/2013 nabízely České dráhy v pracovní dny 25 spojů osobních vlaků ve směru do Vrchlabí a 24 spojů ve směru do Kunčic, z toho 8 spojů bylo přímých z Trutnova a 9 do Trutnova. O víkendu přijede do Vrchlabí 17 párů osobních vlaků, z toho je jeden spoj přímý do Trutnova.
Ve vzdálenosti 2,5 kilometrů od centra města se v obci Lánov nachází také vnitrostátní veřejné Letiště Vrchlabí. To funguje od roku 1951.

## Sport
HC Stadion Vrchlabí – hokejový klub – od sezóny 2022/23 působí v 2. lize, třetí české nejvyšší soutěži ledního hokeje.

## Ekonomika a průmysl
Ve 13. století bylo město osídleno dřevorubci a uhlíři. Později, v 15. a 16. století díky objevení rudných žil rozvoj hornictví, hutnictví a železářství. Během třicetileté války se železárenská výroba, do té doby specializovaná na kosy přeorientovala na válečnou produkci. V téže době začátky textilního (lnářského) průmyslu a taktéž varhanářství, specializovaná výroba varhan rodinou Tauchmanových. Vrchlabské cechy soukeníků a pláteníků navázaly například styky s norimberskými obchodními domy Gewandschneiderem a Preller-Viatisem. V 18. století z důvodu úpadku železářství a díky mechanizování výroby se začíná textilní produkce města zvyšovat, narůstá množství přádelen, bělidel a tkalcoven.

### Cestovní ruch
Po první světové válce pokračoval do té doby pozastavený rozvoj cestovního ruchu. Pro názornost: v letech 1926–1928 vydala vrchlabská železniční výdejna mezi 80–100 000 vlakových jízdenek. V době sezony městem projelo až 4000 motorových vozidel, mimo sezonu pouhých 500–600 vozidel, což je na tu dobu docela mnoho.

### Varhanářství
Vrchlabí nebylo jenom městem hornickým či textilním, ale od poloviny 17. století se stalo i centrem varhanářské manufaktury, která byla jednou ze tří nejvýznamnějších na našem území.

### Významné podniky a firmy
- Tesla Vrchlabí (nyní transformována do množství menších firem)
- TOS Vrchlabí, později Hytos Vrchlabí, dnes Argo-Hytos Vrchlabí
- Škoda Auto
- Kablo Vrchlabí s.r.o.
- HAVEX-auto s.r.o.
- HST TechnoLogic s.r.o.
- NAF (nachází se v objektu bývalé Tesly, název je zkratkou slov Nástroje a formy)
- Flight Systems European Group s.r.o.
- D&D Elektromont s.r.o.
- D+D Real s.r.o.
- Rodinný pivovar Hendrych

## Kultura

### Vrchlabský chrámový sbor
Toto umělecké těleso založil roku 1956 místní varhaník a učitel hudby Stanislav Skalský, který sbor také do roku 2002 vedl. Od roku 1990 sbor veřejně vystupuje na pravidelném Vánočním koncertu. Roku 2002 se stal novým sbormistrem Radek Hanuš.

## Organizace

### Městská knihovna
Dnešní knihovna sídlí v Krkonošské ulici vedle náměstí T. G. Masaryka v bývalém objektu hotelu Zum Mohren, po kterém v budově sídlila vrchlabská ZUŠ do roku 1995.

### Školy

#### Základní umělecká škola Karla Halíře Vrchlabí
Městská hudební škola ve Vrchlabí začala fungovat 1. září 1945 a stála ve Dvořákově ulici v bývalém sídle stavitelské firmy Hutter a Beránek. Z této budovy se hned v roce 1946 přestěhovala na třídu Dr. Edvarda Beneše, dnes Krkonošská ulice. V budově dnešní městské knihovny sídlila až do roku 1996. Tato instituce funguje dodnes.

## Pamětihodnosti
Vyhláškou z 17. ledna 1990 je Vrchlabí městskou památkovou zónou. Do ní patří některé z níže uvedených památek (u nich je za názvem značka „MPZ“).

### Nedochované
- Sousoší Kristus na hoře Olivetské – Na návrší nad poliklinikou se nacházelo toto sousoší nedaleko kaple sv. Anny. Peníze na výstavbu poskytl J. Ch. Wancke. Autor neznámý.[57]
- Vítězný tank – Tank umístěný před budovou školy po roce 1945.[9] Odstraněn byl ještě za komunismu.
- Malý morový sloup – Na křižovatce ulic Pražská a Fügnerova stávala menší kopie morového sloupu z náměstí.[9] Během komunismu byl zničen.

### Sochy
- Morový sloup na (kostelním) Náměstí Míru (MPZ) — Na pískovcovém sloupu stojící socha Immaculaty (Neposkvrněné Panny Marie) je dílem sochaře Krystiana Punschucha z roku 1696.[57] Socha byla vytesána z kamene z Lánova. Samotný morový sloup však nebyl dílem jedné osoby. Společně s Punschuchem na něm pracovali Jonáš Hancke a Kryštof Tauch – kameníci a Zikmund Bandt – zámečník. Barevnost sousoší, neboť samotný sloup lemovaly čtyři sochy sv. Šebestiána, sv. Rocha, sv. Rozálie a sv. Jana Nepomuckého, které byly odebrané do depozitáře místního muzea roku 1896, zajistil malíř Václav Hallmann. Sloup dříve stál uprostřed náměstí, ale byl přemístěn. Nyní ovšem spatříte jenom kopii originálu, neboť zchátralý originál nahradila kopie od Eduarda Wlačihy, který se jako kameník zúčastnil stavby hraběcí hrobky naproti městskému parku.[95] Od roku 1964 je sloup nemovitou kulturní památkou.[49]
- Socha Panny Marie Pomocné – Nachází se u bývalého městského parku nad kinem. Financována byla z prostředků měšťana G. Wagnera.[57] Po založení Městského parku nad sochou byla od sochy na Strážné vysázena lipová alej.[96]
- Socha svatého Jana Nepomuckého „u mostu“ (MPZ) – Nachází se u kamenného mostu přes Labe. Autora neznáme, kdežto donátora, kterým byl A. Kolonitz ano.[57] Na pískovcovém podstavci stojí nápis Ex voto, což česky znamená splnění slibu a letopočet 1709. Ze čtyř světových stran je na podstavci zobrazen ukřižovaný Ježíš, svatý Vavřinec, svatý Václav a svatá Ludmila. U země je pak německé věnování včetně data 16. května, den svátku Jana Nepomuckého.
- Socha svatého Josefa (MPZ) – stojí v areálu Městského muzea za třemi historickými domky za Náměstím Míru
- Socha svaté Anny Samotřetí (MPZ) – Sousoší svaté Anny Samotřetí neboli Anenská statue stojící vedle děkanství bylo původně umístěno vedle zdi dřevěného kostela,[97] pochází ze 17. století.[9]

### Stavby
- Budova městské knihovny
- Klášter augustiniánů (MPZ)
- „Stará“ radnice

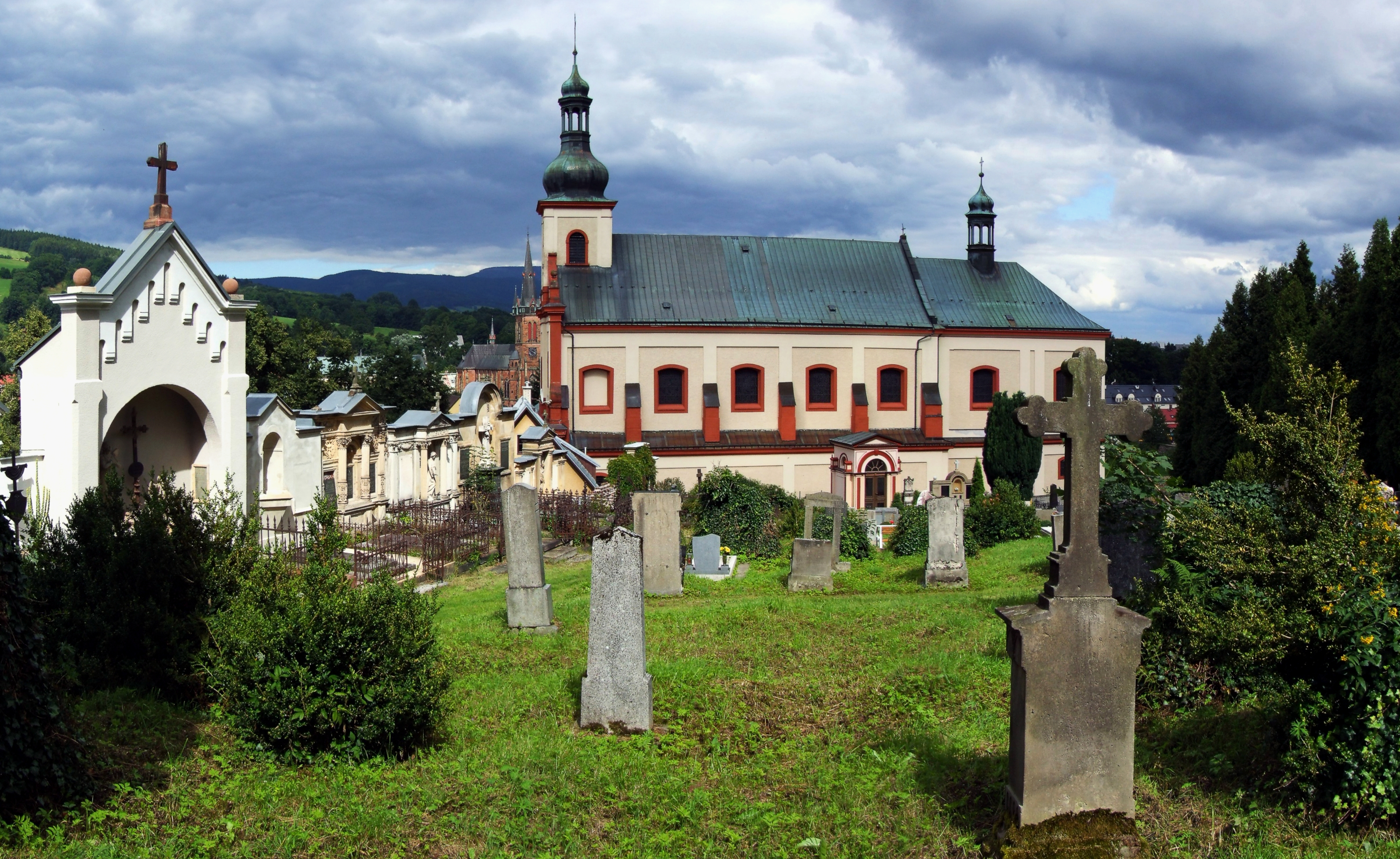
Klášter augustiniánů a kostel sv. Augustina.

- „Nová“ radnice (MPZ) – Stavba z roku 1591[98] ležící na jižním okraji Masarykova náměstí na místě třech měšťanských domů byla do nové podoby vystavena v letech 1732 až 1737 architektem Janem Jiřím Seehakem.[99] Původní vzhled renesanční byl změněn na barokní podobu, která ale není ta dnešní. Směrem ke Krkonošské ulici má tato stavba štítové průčelí v přízemí tvořené pětiosým podloubím. Na štítu je poplašný zvonek. Radnice má věžičku s bání a hodinami. Na hodinách je latinský nápis: Ultima latet („Poslední hodina je skryta“). Ze strany k náměstí je šest zazděných oken. Kolem roku 1848 bylo přízemí využito jako hospoda „U zeleného hroznu“ a sídlo Národní gardy. Od roku 1900 byla zde zprostředkovatelna práce, jakýsi Pracovní úřad a později opět restaurace „Radnice“. Nyní je v přízemí turistické informační centrum a ve vyšších patrech kanceláře městského úřadu.[100] V roce 1913 proběhla na budově rekonstrukce. Roku 1927 pak byla radnice přestavěna do novorenesanční podoby městským architektem Hansem Knollem.[101]
- Gymnázium Vrchlabí
- Kostel sv. Vavřince (MPZ)
- Zámek (MPZ)
- Dům čp. 159 „U Sedmi štítů“ (MPZ)
- Domy čp. 222, 223, 224 „Tří domky“ (MPZ)
- Fara, čp. 287 (MPZ)
- Domy čp. 21, 44, 100, 106, 173, 197, 198, 210, 298, 309, 386, 471 (MPZ)
- Kaple sv. Kříže – Výklenková kaple ležící na Stavidlovém vrchu nad kaplí svaté Anny z přelomu 18. a 19. století. Od nástupu komunismu tato stavba postupně chátrala až do roku 2005, kdy sdružení Zdravé Krkonoše zorganizovalo roční opravu. Interiér i exteriér zdobí malby od klášterskolhotského malíře Mariána Puchnika.[102]
- Kaple sv. Anny – Výklenková kaple ležící u koryta Labe pod Stavidlovým vrchem. Kaple byla postavena v roce 1832 nad studánkou s pitnou vodou. Sdružení Zdravé Krkonoše v letech 2003–2004 provedlo kompletní rekonstrukci zničené kaple z níž zbyla jen štítová zeď. Vnitřní výzdobu provedla malířka Květa Krchánková.[103] Kaple byla slavnostně vysvěcena v roce 2004 vrchlabským děkanem Stanislavem Skalským.[104]
- Akciový pivovar – Po stržení starého vrchnostenského pivovaru na náměstí se město ocitlo bez pivovaru. Roku 1902 proto vznikl na jih od centra nový, akciový, který začal fungovat o rok později, v roce 1903.[58] Pivovar dal také jméno celé dnešní Komenského ulici, jmenovala se Bräuhaustraße, tedy Pivovarská ulice.[105] Do roku 1949 byl majetkem akciové společnosti. Od roku 1948 do roku 1952 majetkem Hradecké pivovary n.p., mezi roky 1953–1957 vlastníkem Krkonošské pivovary n.p., do rukou Hradeckých pivovarů n.p. se pivovar vrátil v letech 1958–1959, poté až do roku 1973 vlastníkem Východočeské pivovary n.p. Téhož roku ukončil spolu se sodovkárnou svoji činnost.[106] Roku 2009 se začalo s rekonstrukcí objektu a v areálu s dostavbou dalších čtyř domů na bytový komplex;[107] práce byly záhy pozastaveny,[108] ale po změně investora dokončeny. Dnes se zde nachází obchodní centrum. V pivovaru se vařilo pivo Rýbrcoul.[109]

### Ostatní
- Pomník bojovníkům proti fašismu (MPZ) na hřbitově
- Památník Sokola – 13. září 1936 byl v rámci Hraničářského dne na oslavu 25. založení vrchlabského Sokola odhalen v malém sokoly vybudovaném parku naproti nádraží kámen s pamětní deskou s nápisem: „Památce Tyršově/ věnuje/ Sokol Vrchlabí/ v 25. r. svého trvání/ 1911 – 1936“. Po roce 1939 byla deska sundána a nevysoký prázdný pomníček nad Vápenickým potokem je možné spatřit i nyní.[110]
- Meteorologický sloup - drobná stavba z roku 1909 s unikátním Lambrechtovým povětrnostním telegrafem.[111] Objekt je umístěn na ulici Krkonošská.
- Městský park — Dnes již poloopuštěný park na východ od města. V roce 1903 byl na pronajatém pozemku od Kablíkovy nadace založen Městský park. Jeho plán zhotovil Jan Mrázek, zámecký zahradník. S ním spolupracoval stavitel Kleofas Hollmann a zahradník Senger. Tito muži dokázali městský park vybudovat v rozmezí od 9. dubna do 21. června. Park byl v té době delší o 100 metrů oproti původním předpokladům: Měřil 350 m. Při přístupové cestě bylo vybudováno návrší s břízkami, výše byla dvě jezírka s mostem. Celý areál se však stále rozšiřoval. V letech 1910 až 1911 měl park rozlohu 5 ha. Od sochy Panny Marie Pomocné na Strážné byly vysázeny lípy. Výletní restaurace stojící na zalesněném návrší však 2. září 1939 vyhořela a obnovena již nebyla.[96]
- Poesiomat – na prostranství před kostelem svatého Vavřince

## Osobnosti

### Rodáci
- Eva Adamczyková (* 1993) rozena Samková, snowboardistka
- Jaroslav Balcar (1953–2015), skokan na lyžích
- Robin Böhnisch (* 1976), lesník a pedagog, ředitel Správy KRNAP
- Lukáš Bolf (* 1985), hokejista, obránce HC Oceláři Třinec
- Petr Dědek (* 1974), podnikatel, vlastník hokejového klubu HC Dynamo Pardubice
- Radek Dejmek (* 1988), fotbalista, obránce FC Slovan Liberec
- Vilém Dlabola (1865–1937), textilní podnikatel, předseda Svazu československých textilních průmyslníků, starosta Chvalkovic
- Karolína Erbanová (* 1992), rychlobruslařka, hokejistka a florbalistka
- Miloš Fišera (* 1950), cyklokrosař
- Miloš Gerstner, (1915–2006), historik, literát a pedagog; čestný občan města
- Anton Gottstein (1893–1982), lyžař
- Vladimír Guth (1905–1980), astronom
- Karel Halíř (1859–1909), houslista, sólista Berlínské filharmonie, pedagog
- Michal Hanuš (* 1980), varhaník
- Petr Hlubuček (* 1974), podnikatel, předseda Klubu chovatelů chocholatých plemen drůbeže, zastupitel hlavního města Prahy
- Kleofáš Hollman (1865–1924), architekt a stavitel, starosta města (1923–24)
- Zbyněk Honzík (* 1967), herec, asistent filmové režie
- Tomáš Hrubý (* 1982), cyklista, programátor, podnikatel v odpadovém hospodářství
- Milena Chlumová-Ryglová (* 1946), běžkyně na lyžích
- Jiří Jebavý (*1989), hokejista, obránce HC Slavia Praha
- Anton Joachimsthaler (* 1930), historik
- Milena Johnová (* 1967), lektorka sociální práce, radní hlavního města Prahy pro sociální oblast a zdravotnictví
- Franz Jung (1872–1957), matematik a vysokoškolský učitel
- Petr Jüptner (* 1978), politolog, proděkan FSV UK
- Hana Jüptnerová (1952–2012), pedagožka a disidentka
- Anna K. (* 1965), zpěvačka, skladatelka a herečka; vlastním jménem Luciana Krecarová
- Josefína Kablíková (1787–1863), první žena-botanička v Rakousku-Uhersku, objevitelka a systematička mnoha druhů krkonošské flóry
- Evelína Kachlířová (* 1980), herečka
- Jan Kastner (1860–1912), sochař, řezbář, designér a pedagog
- Adolf Klepš (1964–2017), záchranář, náčelník Horské služby ČR (2007–2017)
- Alexander Kostial (1844–1906), právník, textilní továrník, císařský rada vrchního zemského soudu a poslanec Českého zemského sněmu
- Josef Kraus (1903–po 1940), politik a poslanec
- Karl Kraus (1938–1988), teoretický fyzik
- Michal Krčmář (* 1991), biatlonista
- Victor Kugler (1900–1981), obchodník, ochránce rodiny Anny Frankové, nositel vysokých státních vyznamenání Izraele a Kanady
- Petr Kuchař (* 1971), motocyklový jezdec, průkopník freestyle motokrosu
- Pavel Kuchynka (* 1947), oftalmolog, vysokoškolský pedagog
- Václav Kuťák (1876–1956), lichenolog a pedagog
- Arnold Löwit (1872–1930), textilní a farmaceutický podnikatel, zakladatel zdejší kabelovny
- Kryštof Ludwig, barokní puškař
- Jan Matouš (* 1961), biatlonista
- Martin Mečíř (* 1970), podnikatel a komunální politik v Trutnově
- Vojtěch Mečíř (* 1989), historik, hudebník a nakladatel
- Paul Nettl (1889–1972), muzikolog
- Zbyněk Pánek (* 1972), sdruženář
- Lukáš Pařízek (* 1990), akrobatický pilot
- Blanka Paulů (* 1954), lyžařka, běžkyně a trenérka
- Guido Priesel (1890–1918), letecký konstruktér
- Jan Richter (* 1967), pedagog, odborník na náhradní rodinnou péči
- Edwin Rolf (1899–1991), inženýr, astronom a konstruktér dalekohledů
- Ladislav Rygl mladší (* 1976), lyžař, reprezentant v severské kombinaci, reprezentační trenér
- Josef Samek (* 1957), skokan na lyžích
- Bruno Schier (1902–1984), germanista a slavista
- Eduard Steffen (1839–1893), malíř, pedagog, propagátor turistiky v České Lípě
- Jan Sobotka (* 1961) – starosta města (od 1998), krajský zastupitel a senátor
- Čestmír Suchý (1921–2005) – český novinář, právník a vysokoškolský učitel
- Aleš Suk (* 1946), filmový dokumentarista a producent, pedagog
- Denis Šafařík (* 1994), herec
- Ivo Šanc (* 1955), geolog, starosta Kutné Hory, mezinárodní starosta v Kosovu
- Jindřich Štolfa (* 1952), automobilový závodník
- Radomír Šimůnek (1962–2010), cyklokrosař
- Ambrož Augustin Tauchman (1728–1809), varhanář
- Josef Tippelt (1908–1943), učitel, odpůrce nacismu
- Roman Tomeš (* 1988), zpěvák, herec
- Theo Tupetz (1923–1980), studentský aktivista a sociální politik
- Zdeněk Vašina, hornista, člen Pražské komorní filharmonie
- David Vencl (* 1982), potápěč, rekordman ve freedivingu
- Martin Veselovský (* 1972), televizní a rozhlasový redaktor a moderátor
- Zdeněk Vítek (* 1977), biatlonista a biatlonový trenér
- Veronika Vítková (* 1988), biatlonistka
- Tereza Voborníková (* 2000), biatlonistka
- Wenzel Weber (1825–1888), katolický duchovní, poslanec Českého zemského sněmu, první prezident Rakouského krkonošského spolku
- Konrád Wiesner (1821–1847), grafik a mědirytec
- Pavel Wonka (1953–1988), občanský aktivista a disident
- Bohumír Zeman (* 1957), sjezdař
- Andrea Zemanová (* 1993), lyžařka
- Zdeněk Zuzánek (* 1959), orientační běžec
- Václav Žďárský (1951–2020), duchovní, básník, písničkář a spisovatel
- Jan Karel Janovský (1869–1931), akademický malíř

### Osobnosti s Vrchlabím spojené
- Wendelin Böhm (1845–1903), obchodník a továrník, poslanec Českého zemského sněmu a starosta města (1898–asi 1903)
- Rudolf Czernin-Morzin (1855–1927), právník, šlechtic, velkostatkář, člen Panské sněmovny
- Josef Čapek (1887–1945), malíř, grafik, ilustrátor a spisovatel, absolvent zdejší odborné školy tkalcovské
- Jan Červinka (* 1930), horolezec, zakladatel zdejšího horolezeckého oddílu a předseda zdejší TJ SVS Krkonoše
- Vincenc Erben (1797–1872), archivář, ředitel Svatováclavského korunního archivu v Praze
- Jiří Flousek (1957–2022), zoolog, ornitolog a ekolog
- Radoslav Groh (* 1989), běžec a horolezec, mistr ČR ve skialpinismu
- Karolína Grohová (* 1990), lyžařka, horolezkyně a atletka, absolventka zdejší sportovní školy
- Vojtěch Hakl, automobilový závodník
- Hermann Hallwich (1838–1913), doktor filozofie, národohospodář, poslanec Českého zemského sněmu; čestný občan města
- Vinzenz Hampel (1880–1955), logoped, pedagog a hudebník – autor Krkonošské písně
- Wilhelm Hollmann (1922–2010), křesťanskodemokratický politik SRN
- Raimund Hrubý (1929–2008), výtvarník a malíř, autor designu automobilu Škoda 1202
- Lucie Charvátová (* 1993), biatlonistka
- Willibald Jerie (1819–1895), textilní podnikatel, poslanec Českého zemského sněmu
- Vojtěch Kablík (1783–1853), lékař, botanik, chemik, objevitel moderního postupu bělení papíru a bezpečnostní škrtací směsi na zápalky
- Lenka Kebrlová (* 1966), sjezdařka, provozovatelka lyžařské a snowboardové školy
- Tomáš Korda (1938–2003), modelář, autor unikátních modelů staveb, lodí, obrazů a jiných předmětů ze zápalek
- Josef Krejčí (* 1947), dřevařský inženýr, starosta města (1994–1998)
- Josef Krbal (1891–1957), nakladatel a knihkupec
- Kryštof z Gendorfu (1497–1563), nejvyšší horní hejtman Království českého, původce povýšení Vrchlabí na město 1533
- Antonín Kubát (1892–1970), hoteliér, politický vězeň
- Marie Kubátová (1922–2013), spisovatelka a dramatička, sběratelka krkonošských pohádek
- Amálie Kutinová (1898–1965), spisovatelka a folkloristka
- Josef Laufer (* 1939), herec, zpěvák a moderátor, absolvent zdejšího odborného učiliště n.p. Tesla
- Ignác Theodor Petera (1840–1904), sedlář, majitel továrny na výrobu kočárů, zakladatel zdejšího automobilového průmyslu
- Roland Plech (1888–1954), starosta města 1924–1933)
- Ernst Römheld (1828–1895), právník, starosta města (1872–1876), poslanec Českého zemského sněmu
- Ferdinand Rotter starší (1808–1867), textilní podnikatel, poslanec Českého zemského sněmu
- Ferdinand Rotter (1831–1907), textilní podnikatel, poslanec Českého zemského sněmu
- Guido Rotter (1860–1940), textilní podnikatel, propagátor lyžování a první prezident Rakouského lyžařského svazu
- Josef Emanuel Rotter (1835–1914), textilní podnikatel, okresní starosta a císařský rada
- Ladislav Rygl (* 1947), lyžař, reprezentant v severské kombinaci
- Alexandr Seidl (* 1952), podnikatel, spolumajitel zdejší nemocnice
- Karel Šebek (1941–po 1995), surrealistický básník a výtvarník
- Václav z Morzinu (1675–1737), šlechtic a mecenáš
- Franz Watzel (?–1856), náčelník Národní gardy, starosta města (kolem r. 1848)
- Friedrich Weller (?–1945), senátor Národního shromáždění RČS

## Partnerská města
- Baunatal, Německo
- Kowary, Polsko
- Trouville-sur-Mer, Francie